# 2022年二十國集團峇里島峰會
2022年二十國集團峇里島峰會（英語：2022 G20 Bali summit）是20國集團第十七次高峰會，於2022年11月15日至16日在印度尼西亚巴厘省努沙杜瓦举行。原先是意大利取得該屆峰會主辦國家，但印度总理纳伦德拉·莫迪則提出延至2022年印度獨立75週年之时舉行，因此於2018年峰會上向意大利总理朱塞佩·孔特進行協調，最終達成共識改為印度承辦。这么一来，印度本来将担任2022年G20峰会主席国，印尼最初原计划在2023年担任G20峰会主席国。但是，考虑到印度尼西亚将在2023年担任东盟峰会轮值主席国，所以印度尼西亚与印度商讨交换了20国集团首脑会议的主席职位。俄乌战争、中美关系、台湾问题将成为峰会的重点，其中中华人民共和国主席习近平和美国总统乔·拜登进行九年来的首次会面，也是习近平再次连任中国共产党中央委员会总书记，进入最高领导人第三任期后首次出席国际会议。
2022年11月11日，俄罗斯驻印尼大使确认总统弗拉基米尔·普京缺席本届G20峰会（但以视频会议形式参与其中一场会议），并改派外交部长谢尔盖·拉夫罗夫参加。此外由于欧美多国对与俄罗斯代表同框持抵制情绪，本届G20峰会也取消了历届峰会中原有的领导人合影环节。会议期间，两枚来源不明的导弹击中与乌克兰接壤的波兰农村地区，造成2人死亡，美国总统拜登随即与七国集团及北约国家领导人召开紧急会议，就应对事件的措施达成一致。
2022年11月16日，除俄罗斯外的19个G20国家以及欧盟的领导人发表一份G20集团共同声明，“以最强烈的方式”对俄罗斯在乌克兰发动的军事行动“深表惋惜”，要求莫斯科无条件撤军，并称国际法必须得到坚持，威胁使用核武器则不能被接受。代表俄罗斯出席峰会的外长拉夫罗夫指责二十国集团一些成员将本届峰会政治化。

## 与会领袖

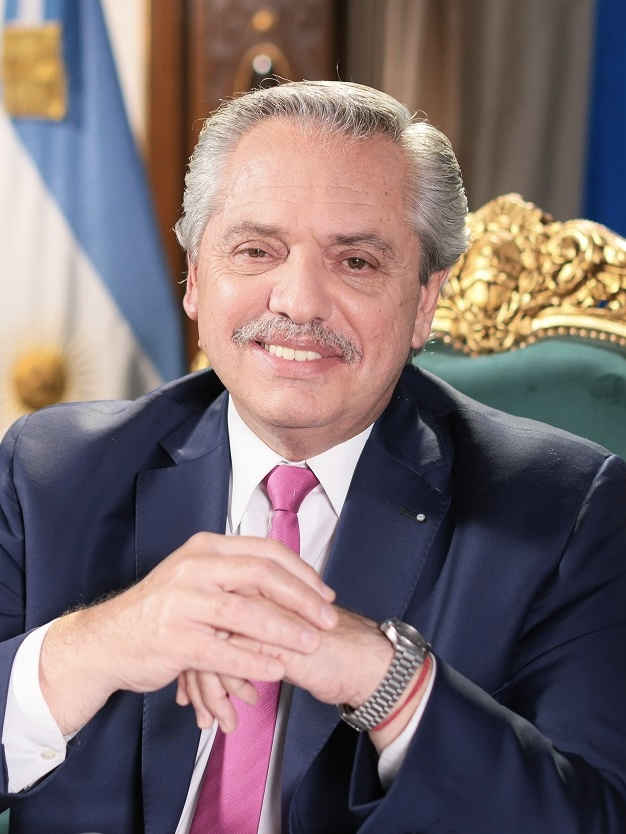
阿根廷 总统 阿尔韦托·费尔南德斯
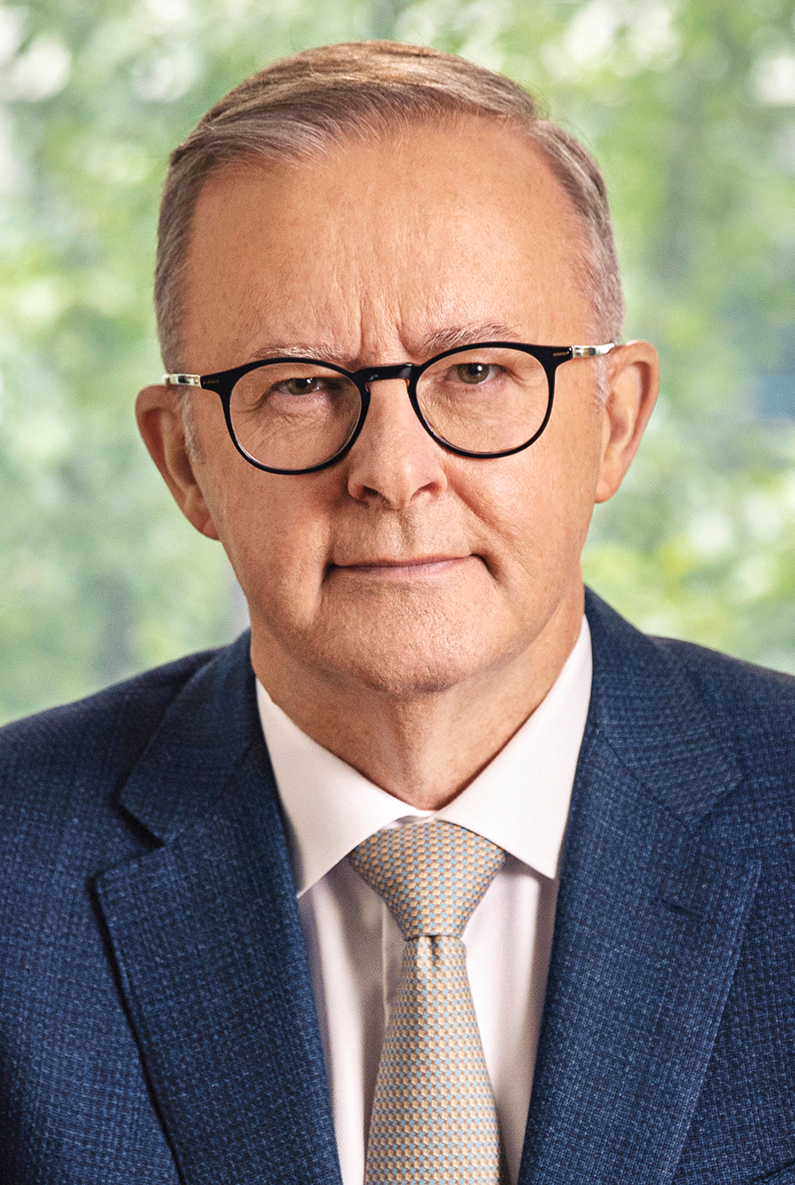
总理 安东尼·阿尔巴尼斯
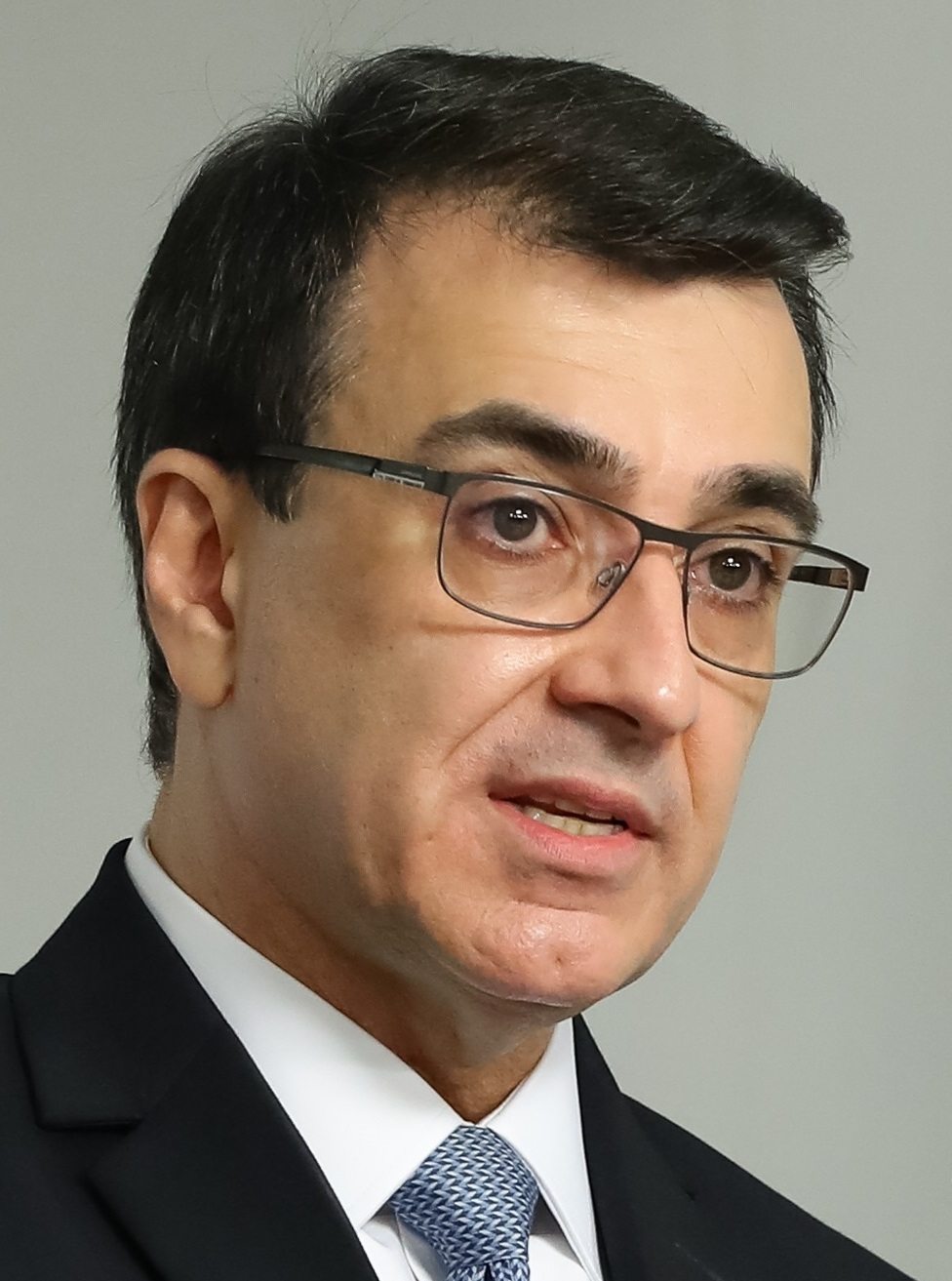
巴西
外交部长 卡洛斯·弗兰萨（葡萄牙語：Carlos França）
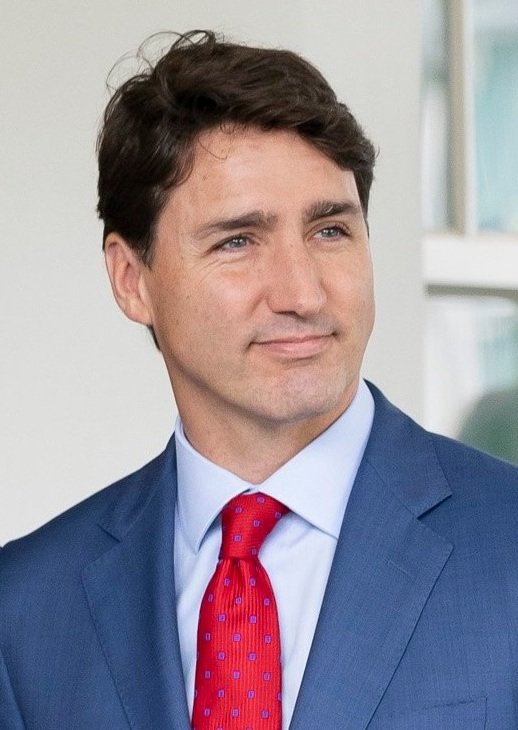
加拿大 总理 贾斯汀·特鲁多
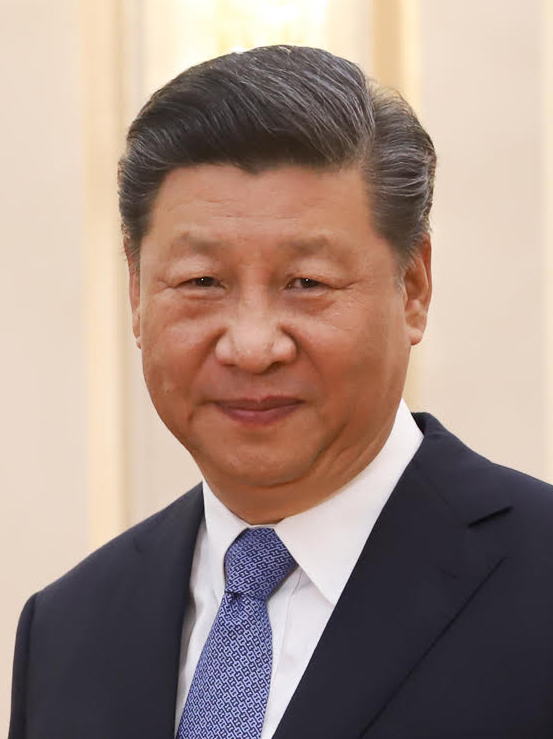
中国 国家主席 习近平
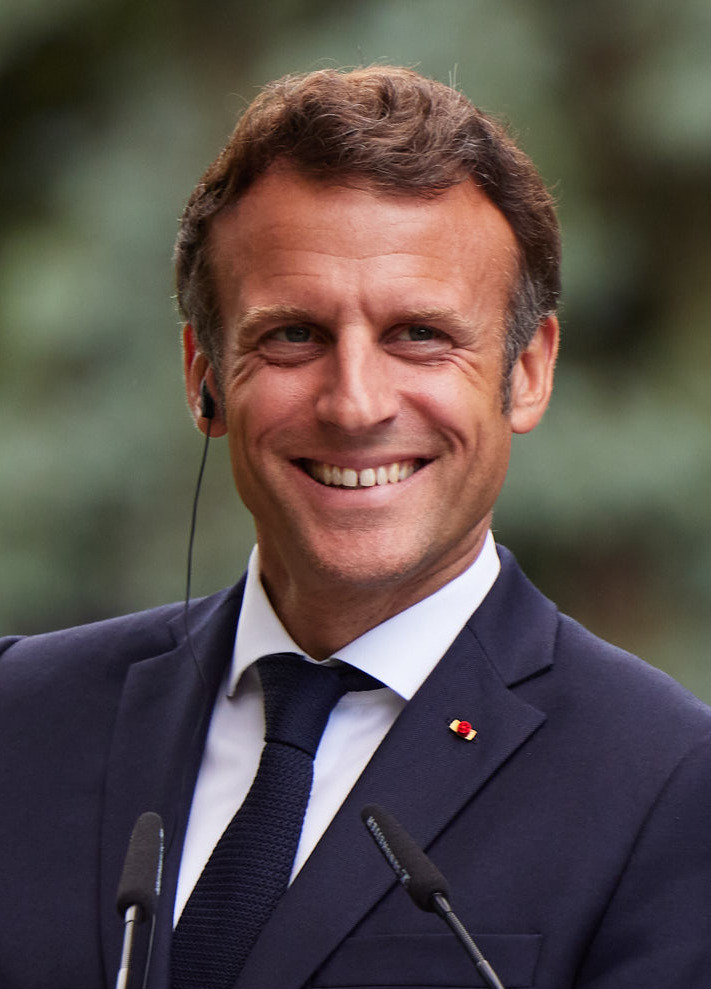
法国 总统 埃马纽埃尔·马克龙
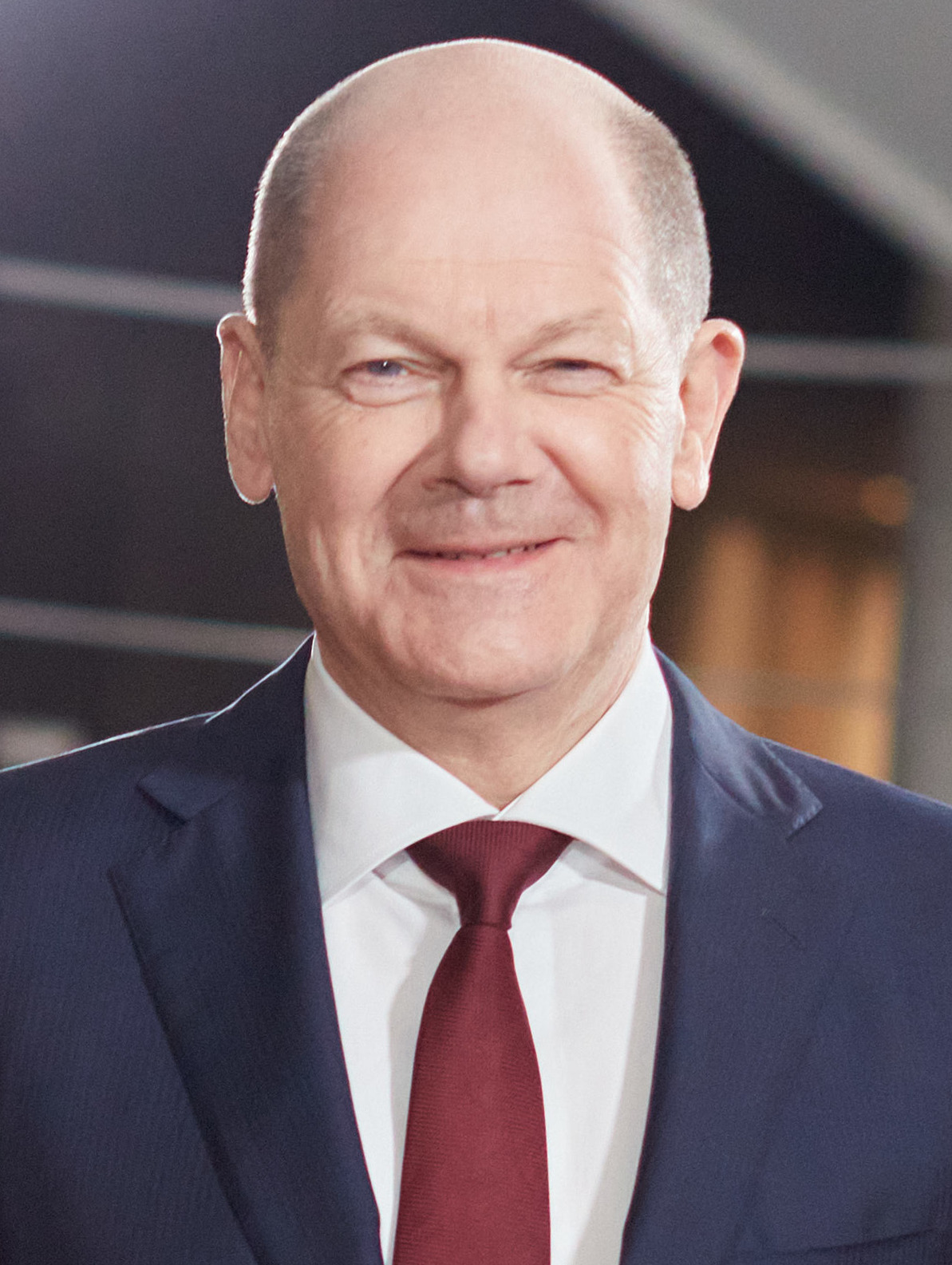
德国 总理 奥拉夫·朔尔茨
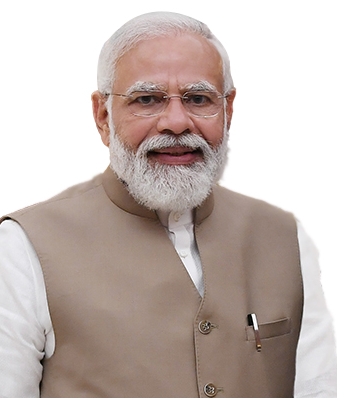
印度 总理 纳伦德拉·莫迪
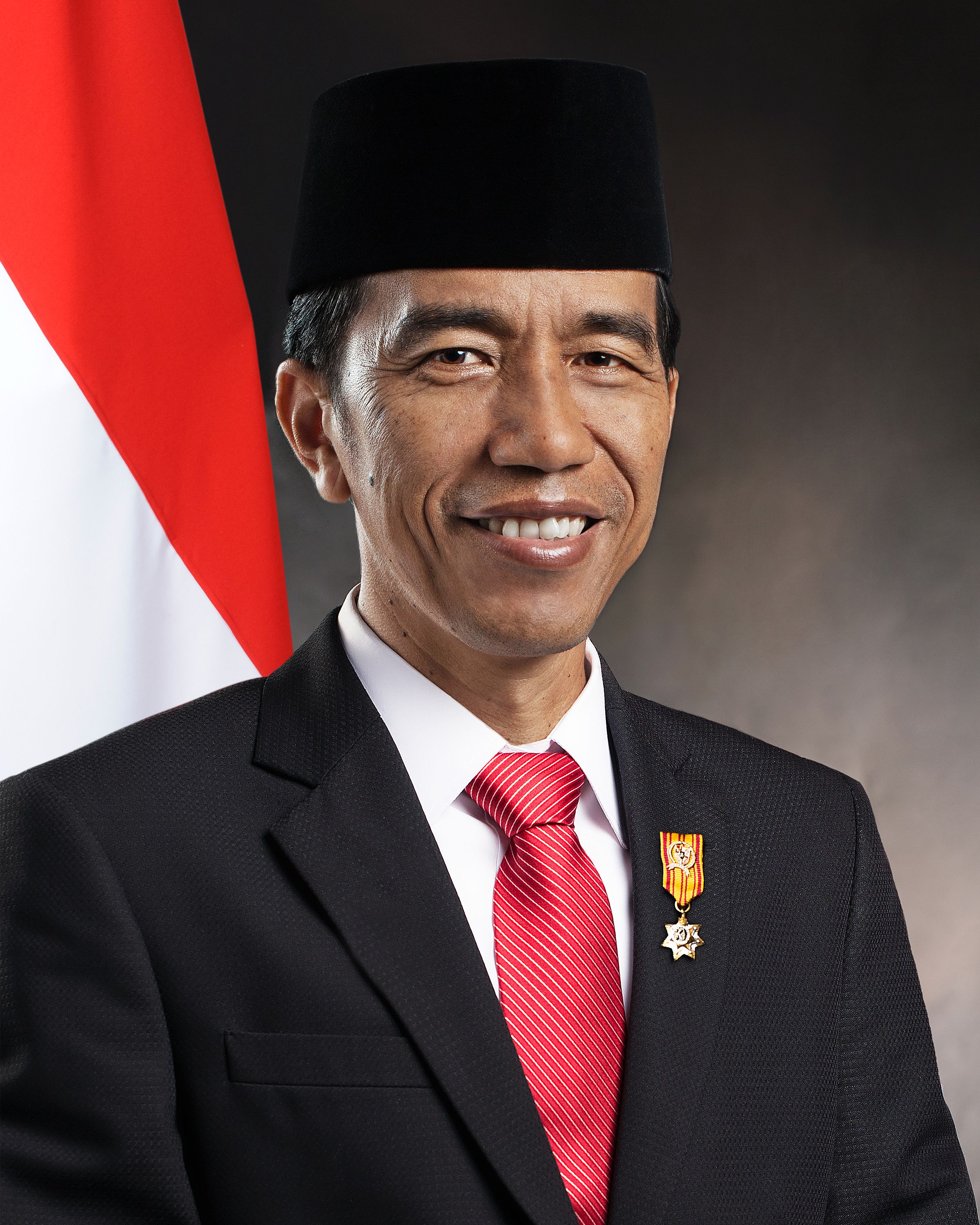
印度尼西亞 总统 佐科·维多多（主办）
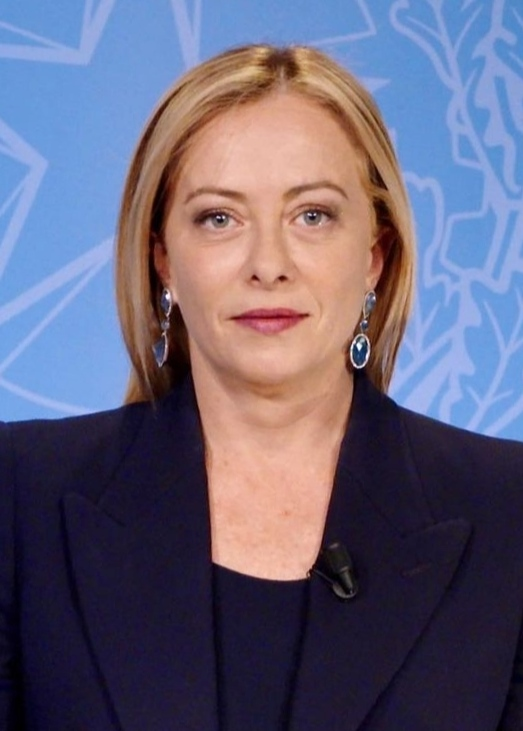
義大利 总理 乔治亚·梅洛尼
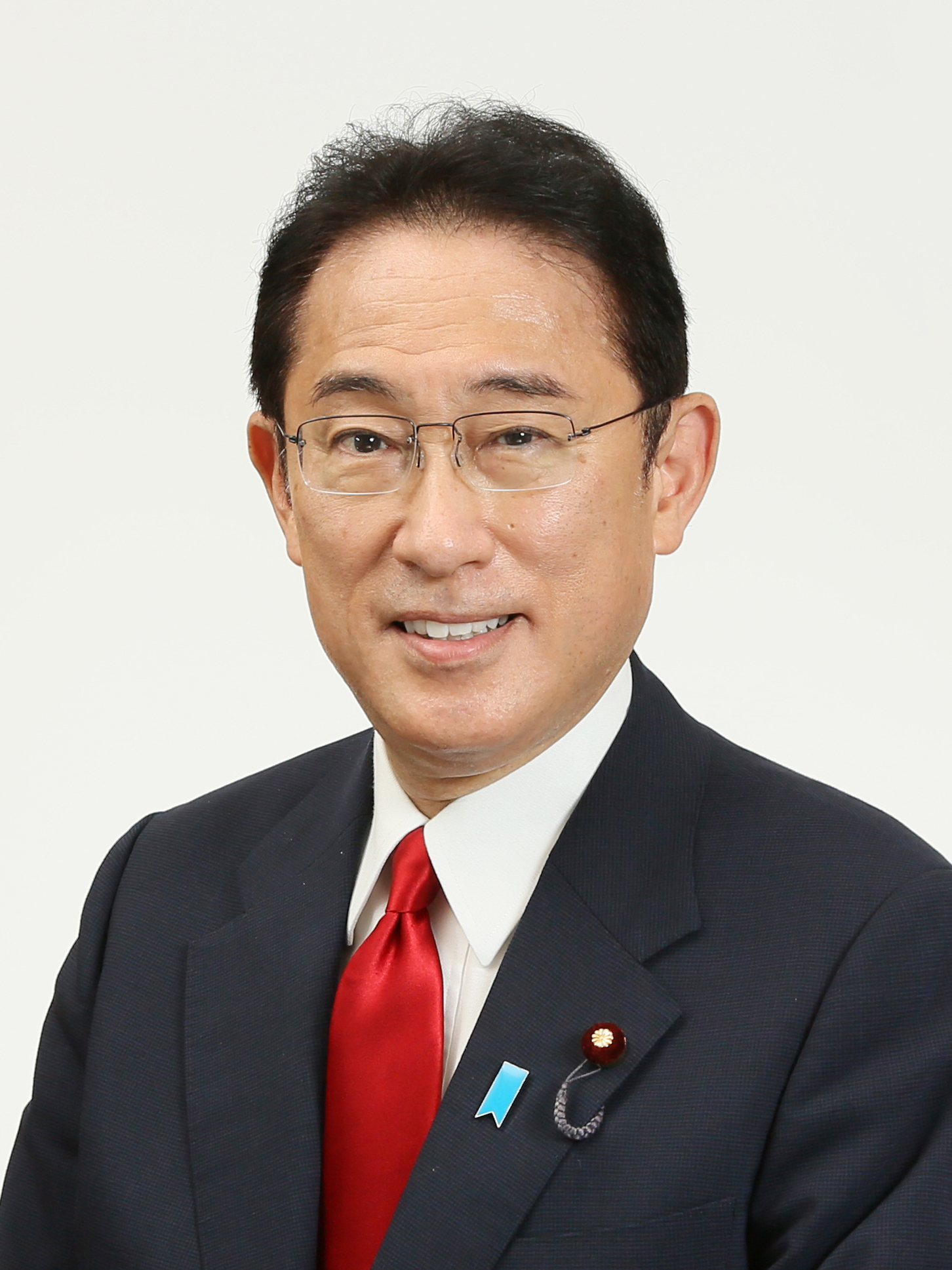
日本 内阁总理大臣 岸田文雄
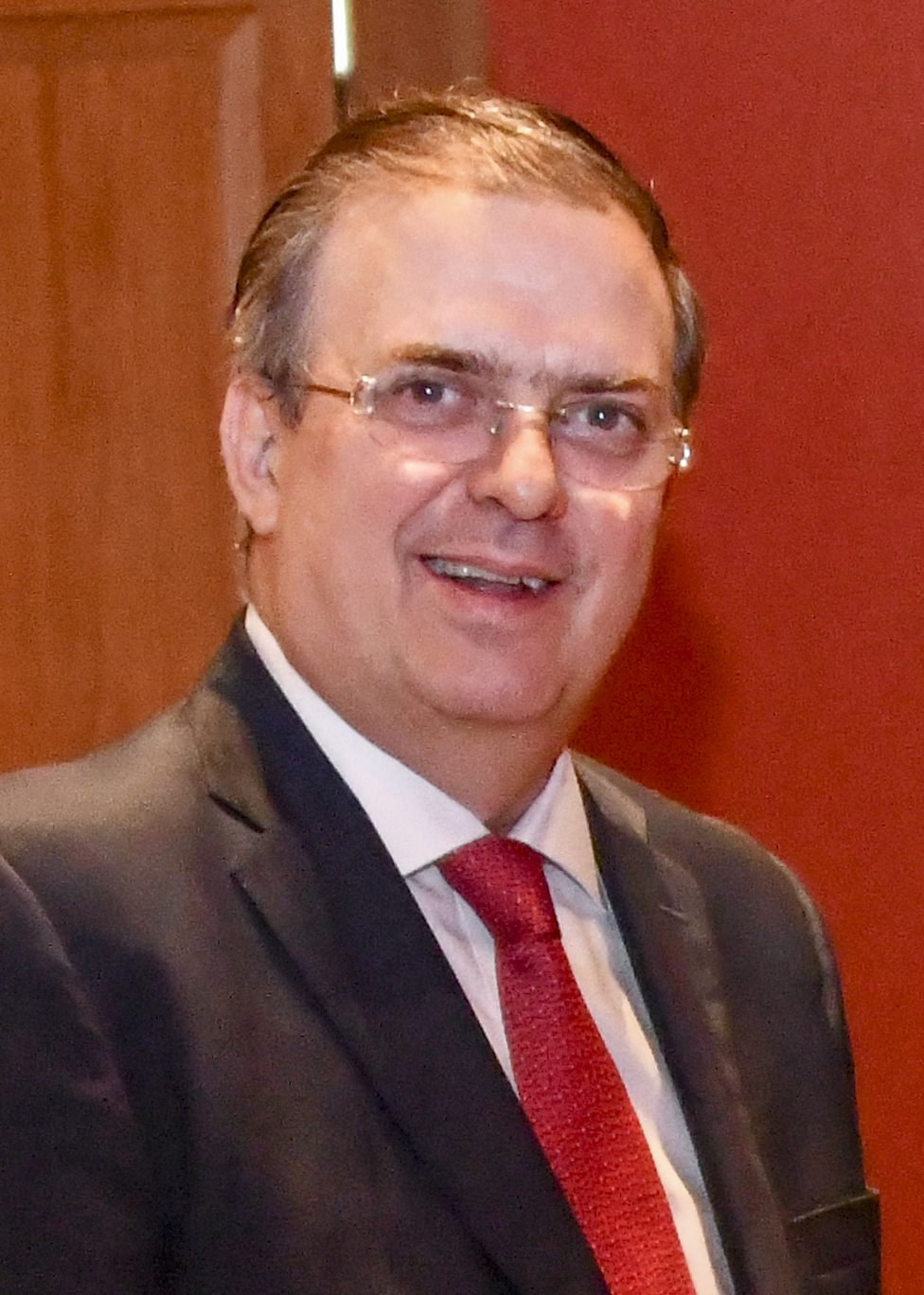
墨西哥
外交部长（英语：Secretary of Foreign Affairs (Mexico)） 马塞洛·埃夫拉德（西班牙语：Marcelo Ebrard）
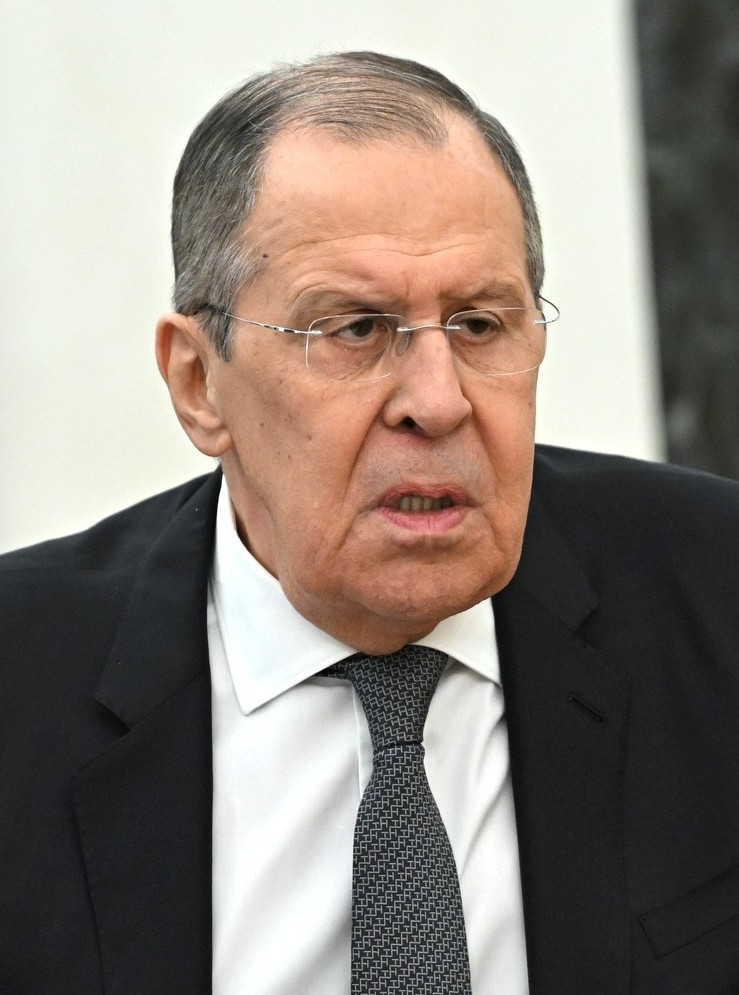
俄羅斯 外交部长 谢尔盖·拉夫罗夫
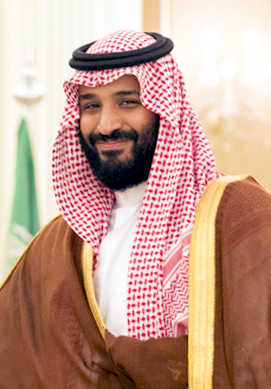
沙烏地阿拉伯 王储及首相 穆罕默德·本·萨勒曼
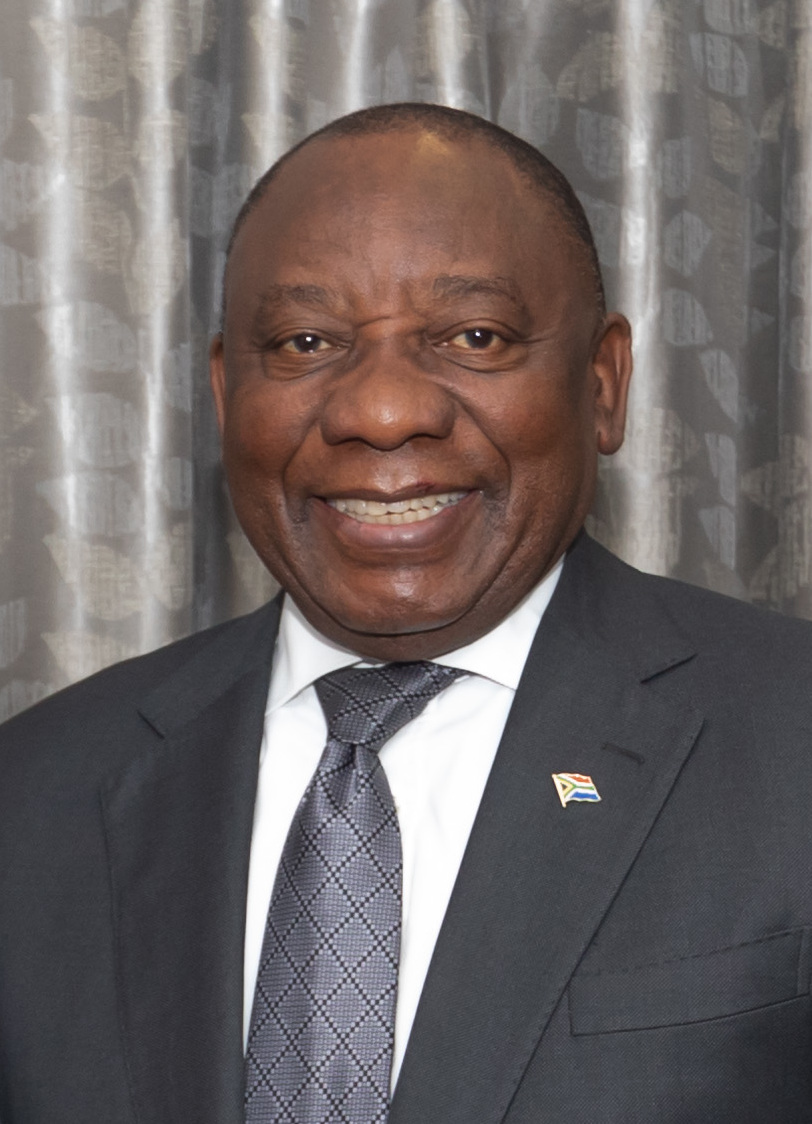
南非 总统 西里尔·拉马福萨
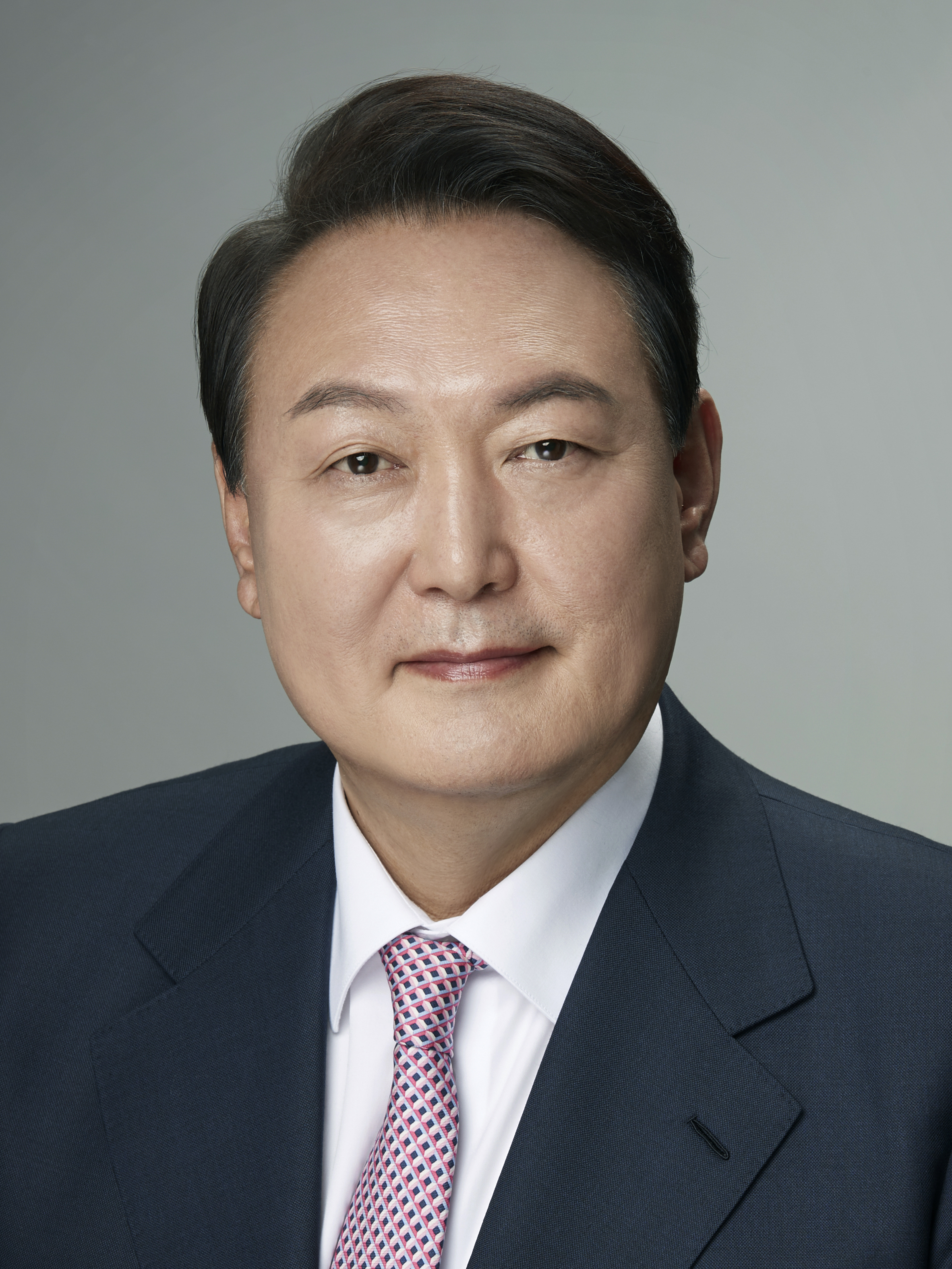
总统 尹锡悦
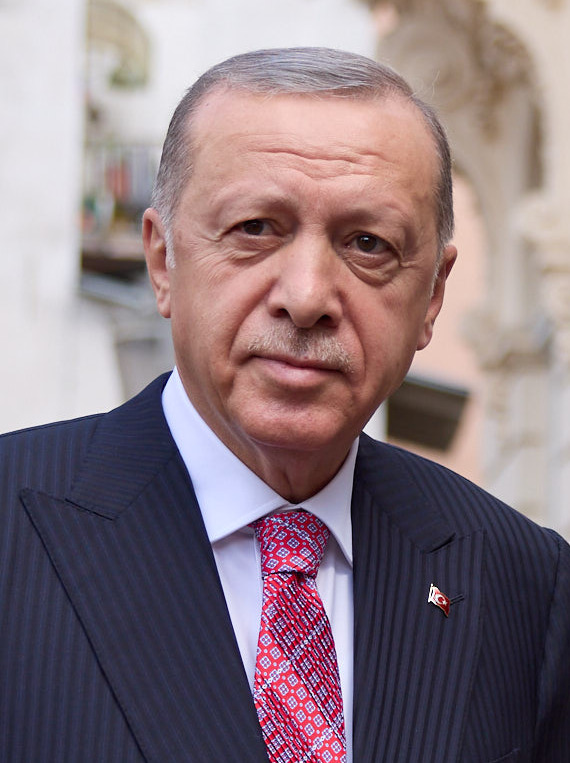
土耳其 总统 雷杰普·塔伊普·埃尔多安
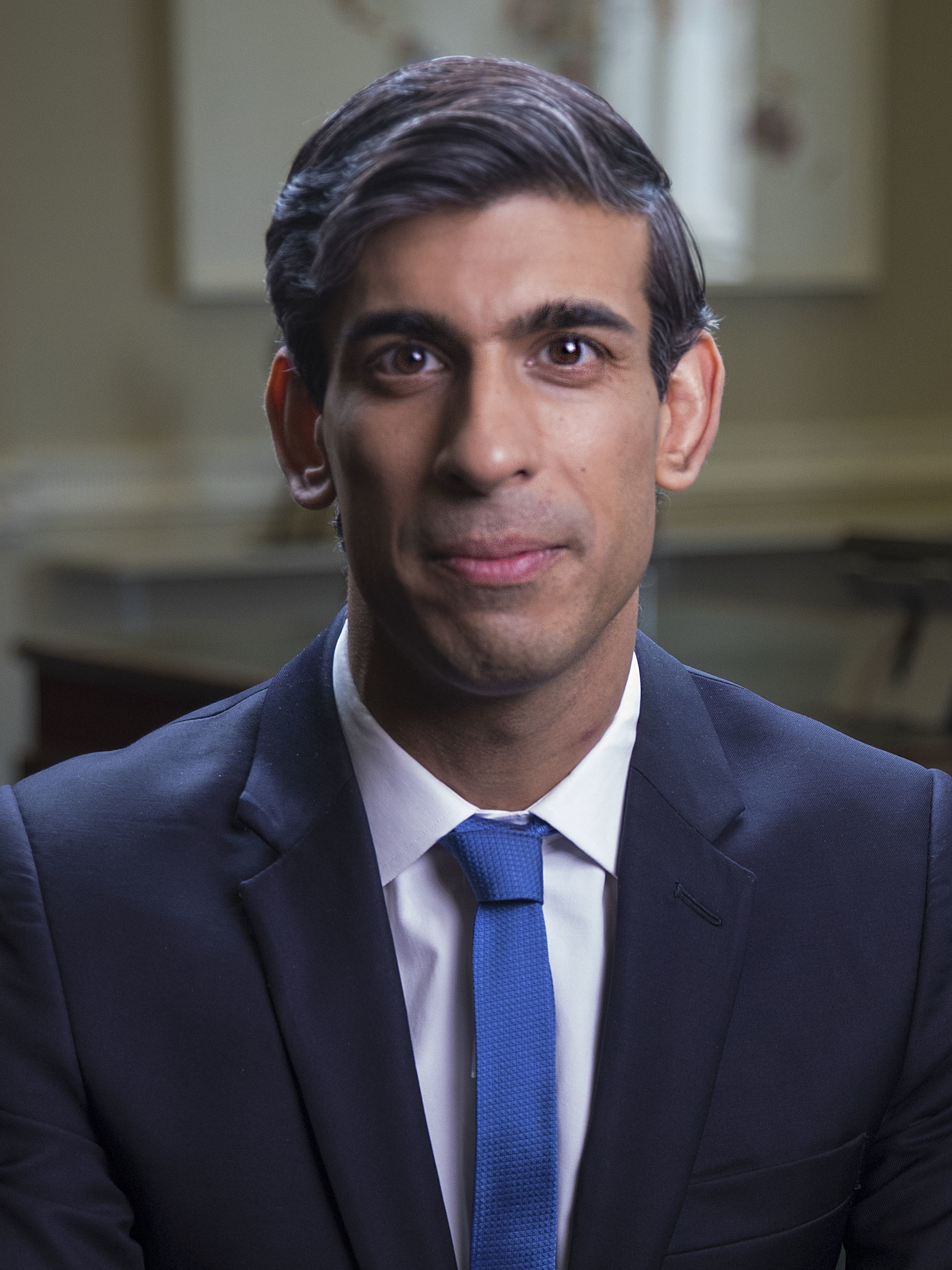
英国 首相 里希·苏纳克
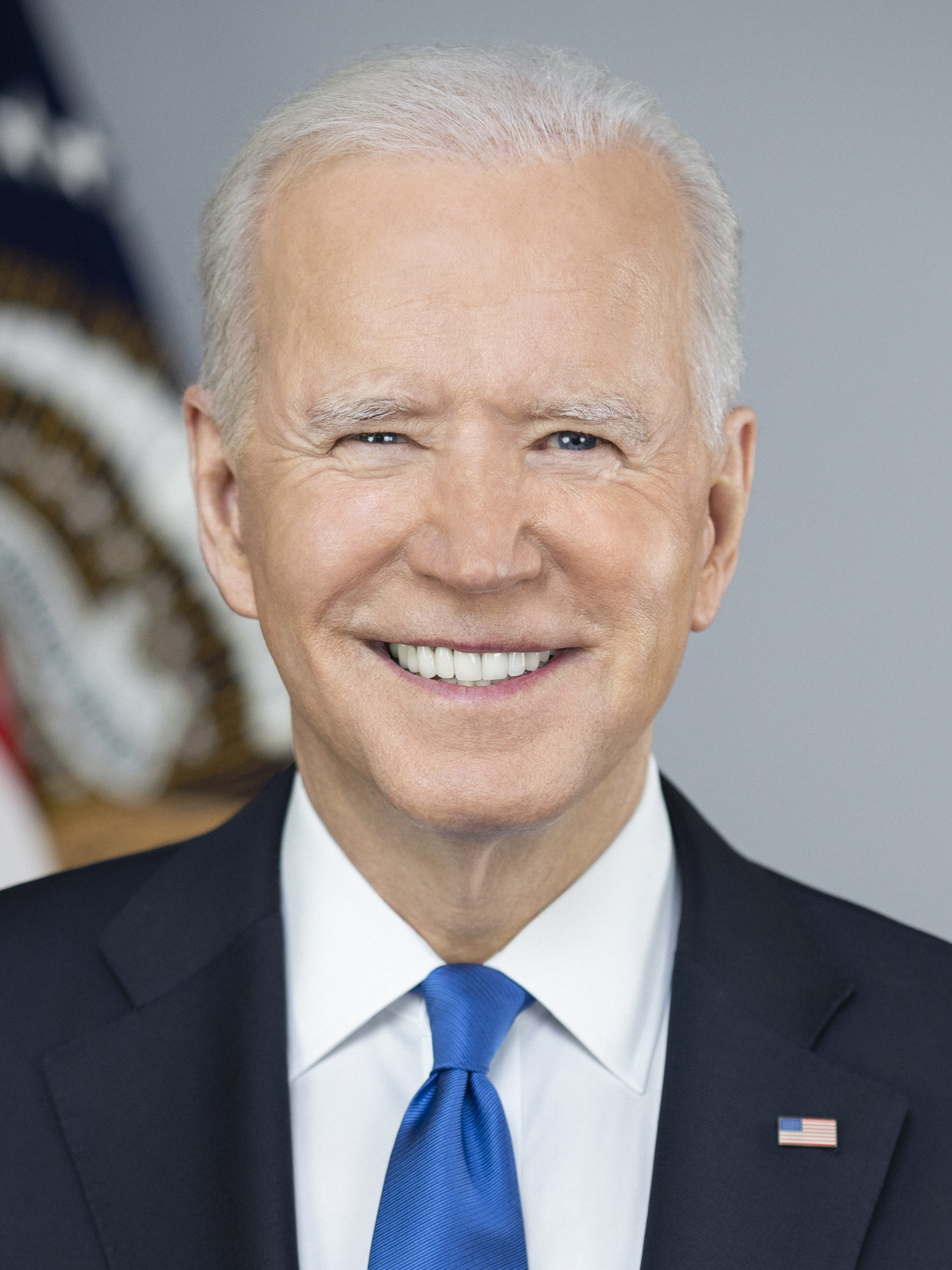
美国 总统 乔·拜登
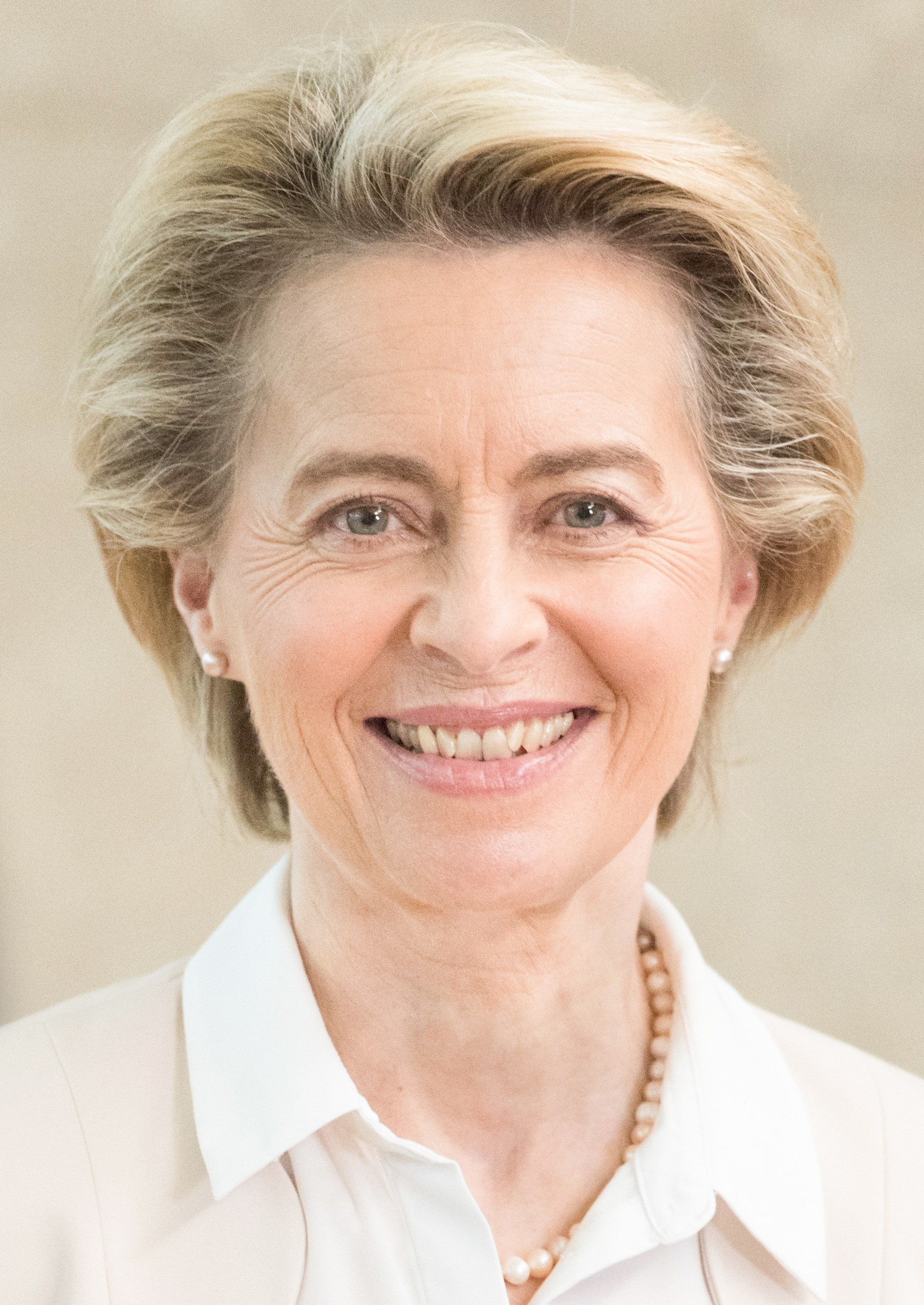
欧盟 委员会主席 乌尔苏拉·冯德莱恩
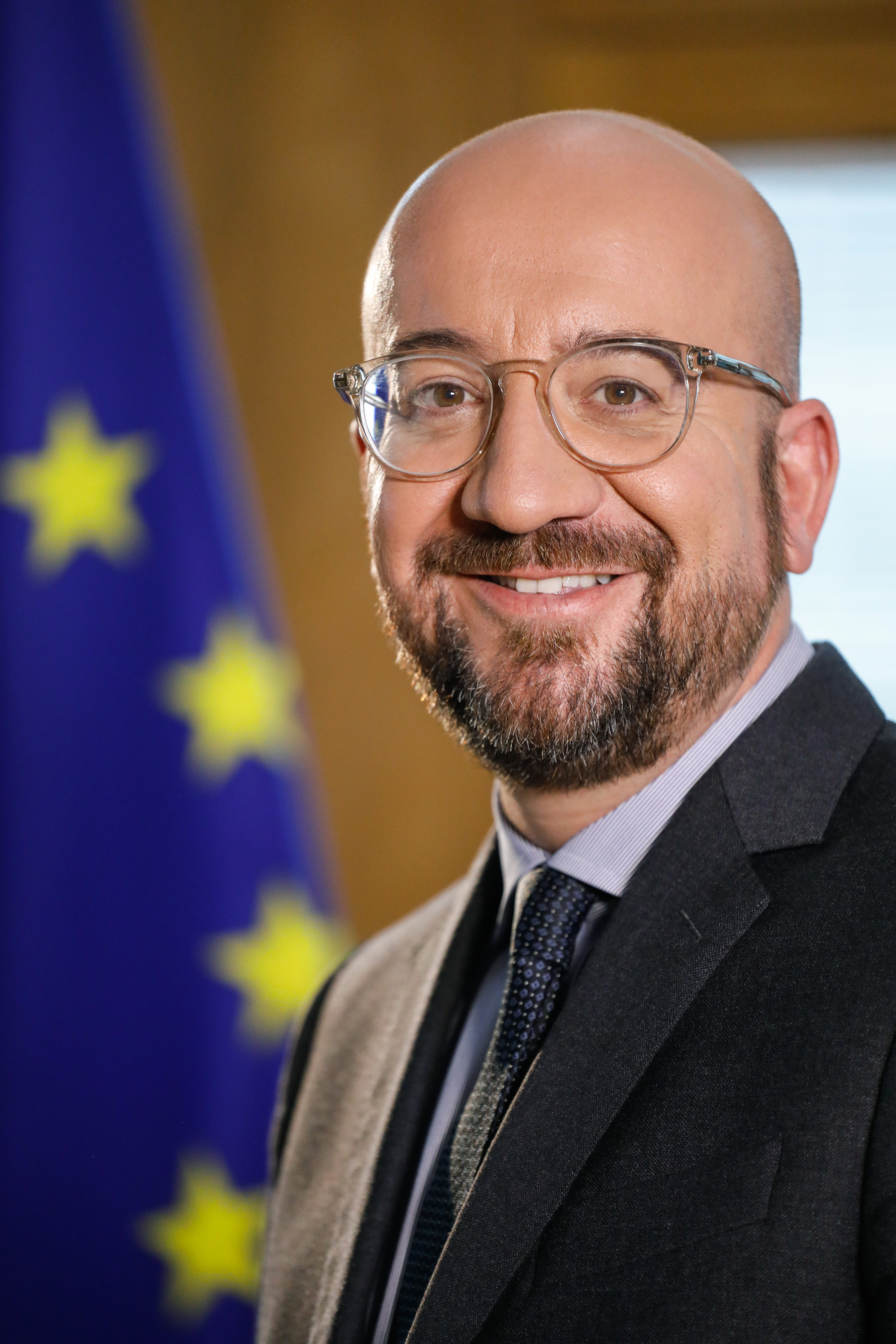
欧盟 理事会主席 夏尔·米歇尔

## 獲邀嘉宾

### 嘉宾国代表
- 斐济
前外交部长（英语：Minister for Foreign Affairs (Fiji)） 伊诺凯·昆布安博拉（英语：Inoke Kubuabola）
2022年太平洋岛国论坛轮值主席国[11]
- 荷蘭
首相 马克·吕特[12]
- 卢旺达
总统 保罗·卡加梅
2022年非洲发展新伙伴关系轮值主席
- 塞内加尔
总统 马基·萨勒
2022年非盟轮值主席
- 新加坡
总理 李显龙
2022年全球治理小组（英语：Global Governance Group）轮值主席[13]
- 西班牙
首相 佩德罗·桑切斯
永久獲邀嘉宾
- 苏里南
外交部长（英语：Minister of Foreign Affairs (Suriname)） 阿尔伯特·拉姆丁（英语：Albert Ramdin）
2022年加共体轮值主席国[11]
- 乌克兰
总统 弗拉基米尔·泽连斯基（视频出席）[14]
- 阿联酋
总统 穆罕默德·本·扎耶德·阿勒纳哈扬[15]

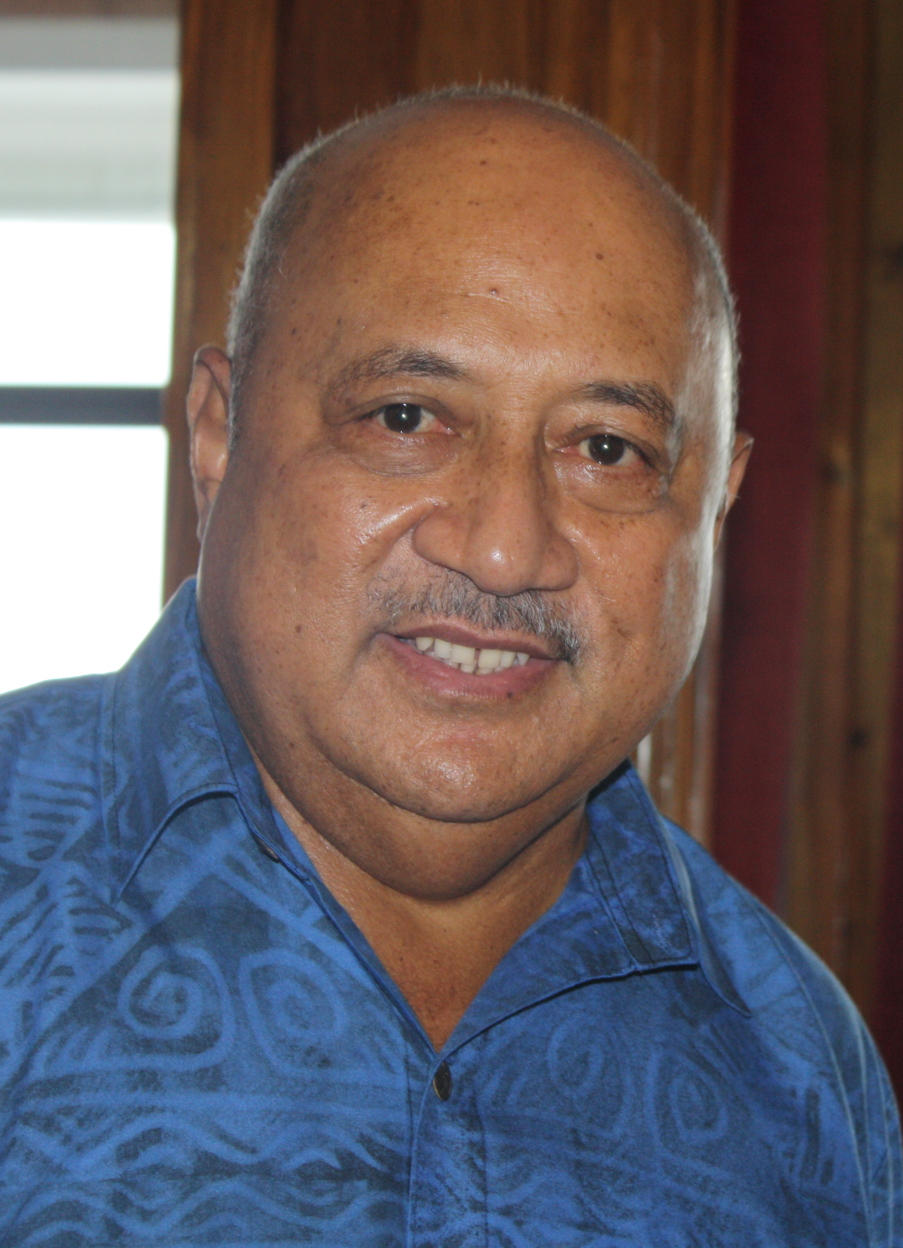
FIJ 前外交部长 (斐济) 伊诺凯·昆布安博拉 2022年太平洋岛国论坛轮值主席国
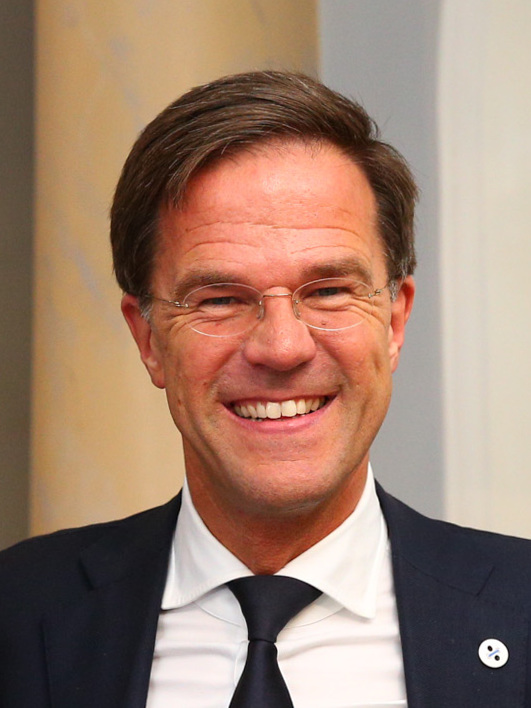
NED 首相 马克·吕特
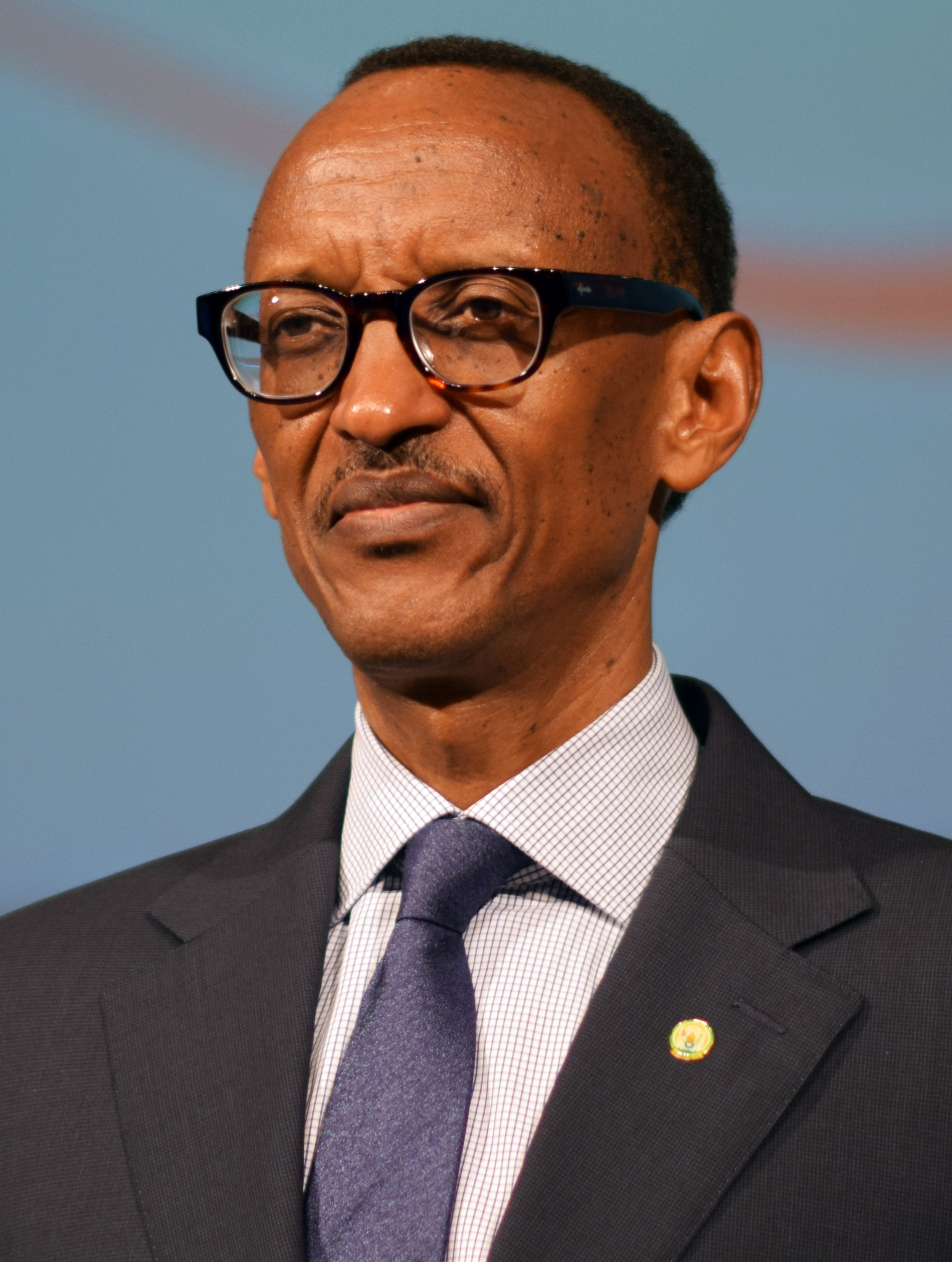
RWA 总统 保罗·卡加梅 2022年非洲发展新伙伴关系轮值主席
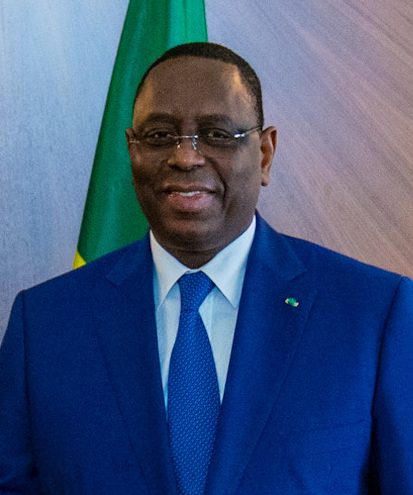
SEN 总统 马基·萨勒 2022年非盟轮值主席
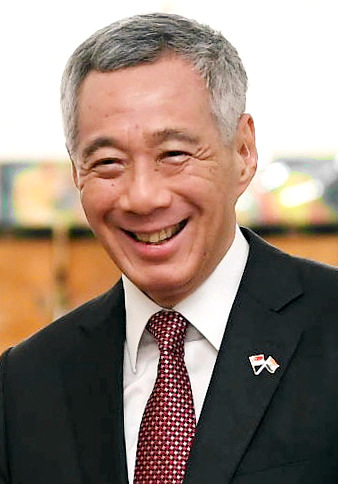
SIN 总理 李显龙 2022年全球治理小组轮值主席
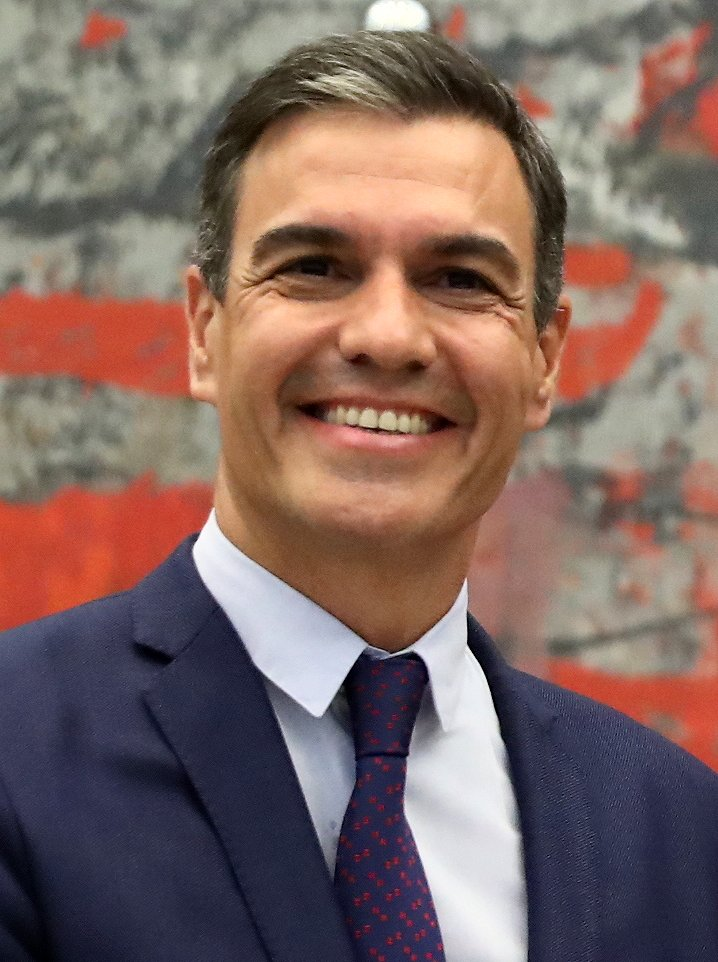
ESP 首相 佩德罗·桑切斯 永久獲邀嘉宾
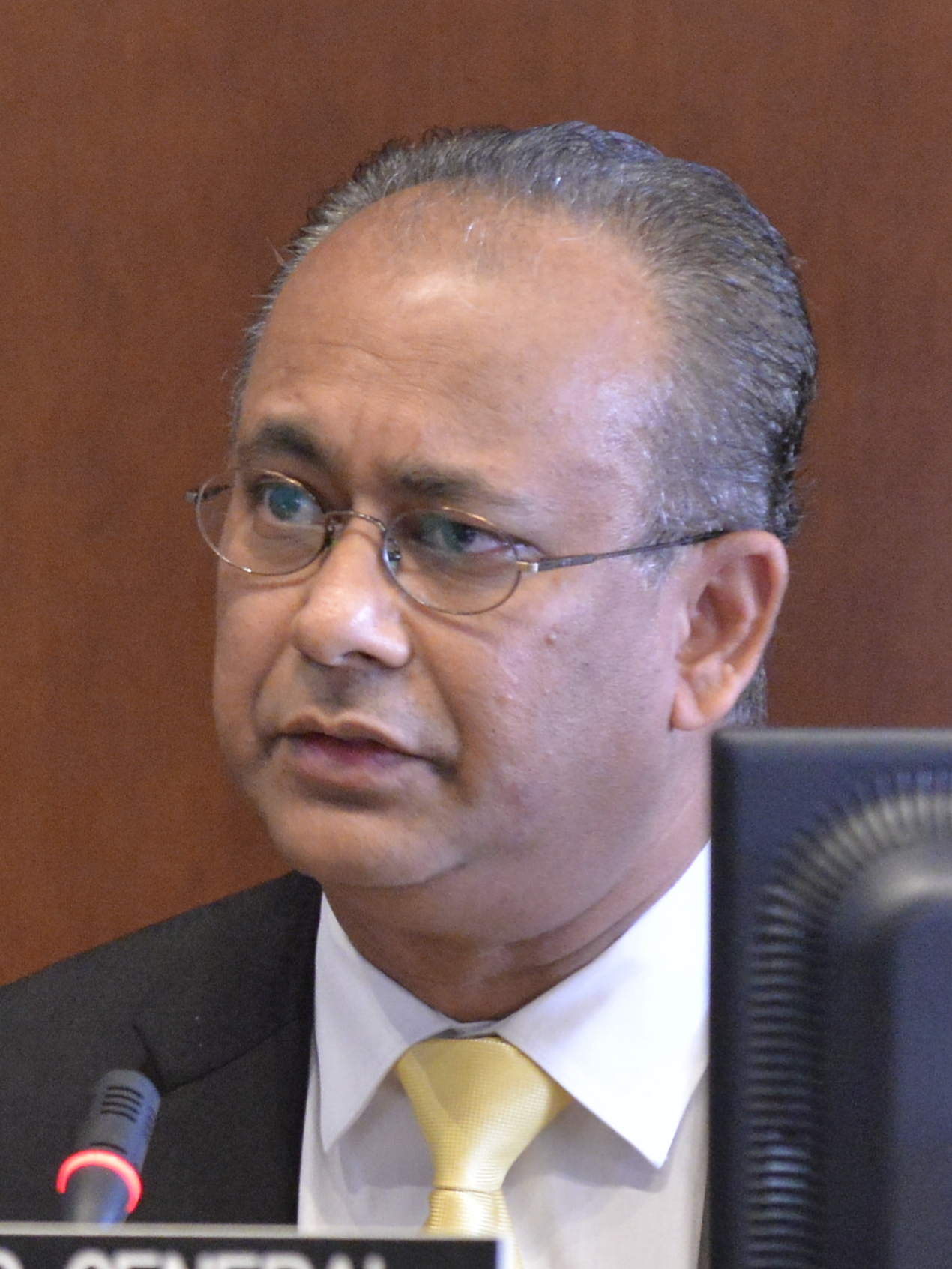
SUR 外交部长 (苏里南) 阿尔伯特·拉姆丁 2022年加共体轮值主席国
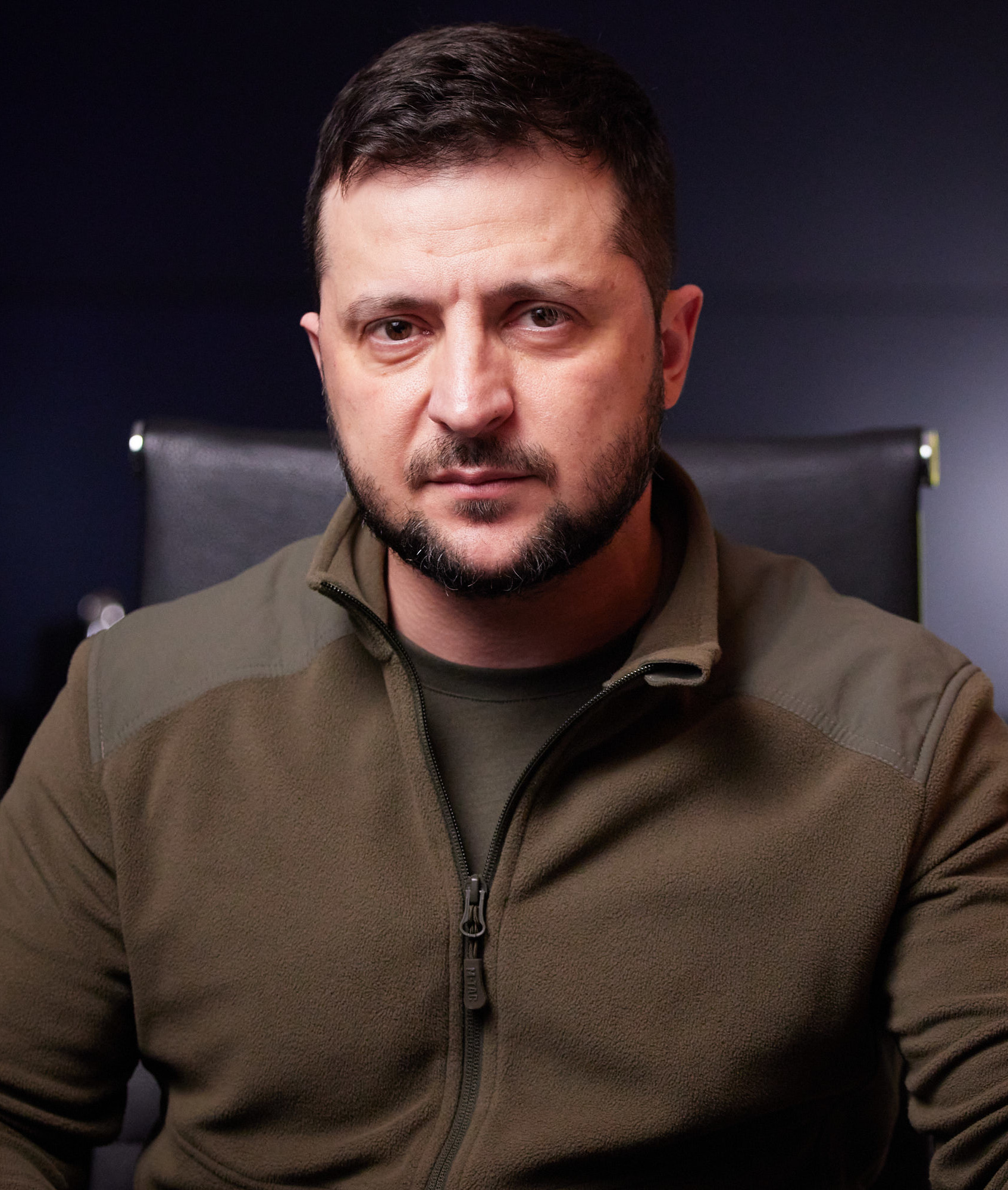
UKR 总统 弗拉基米尔·泽连斯基（视频出席）
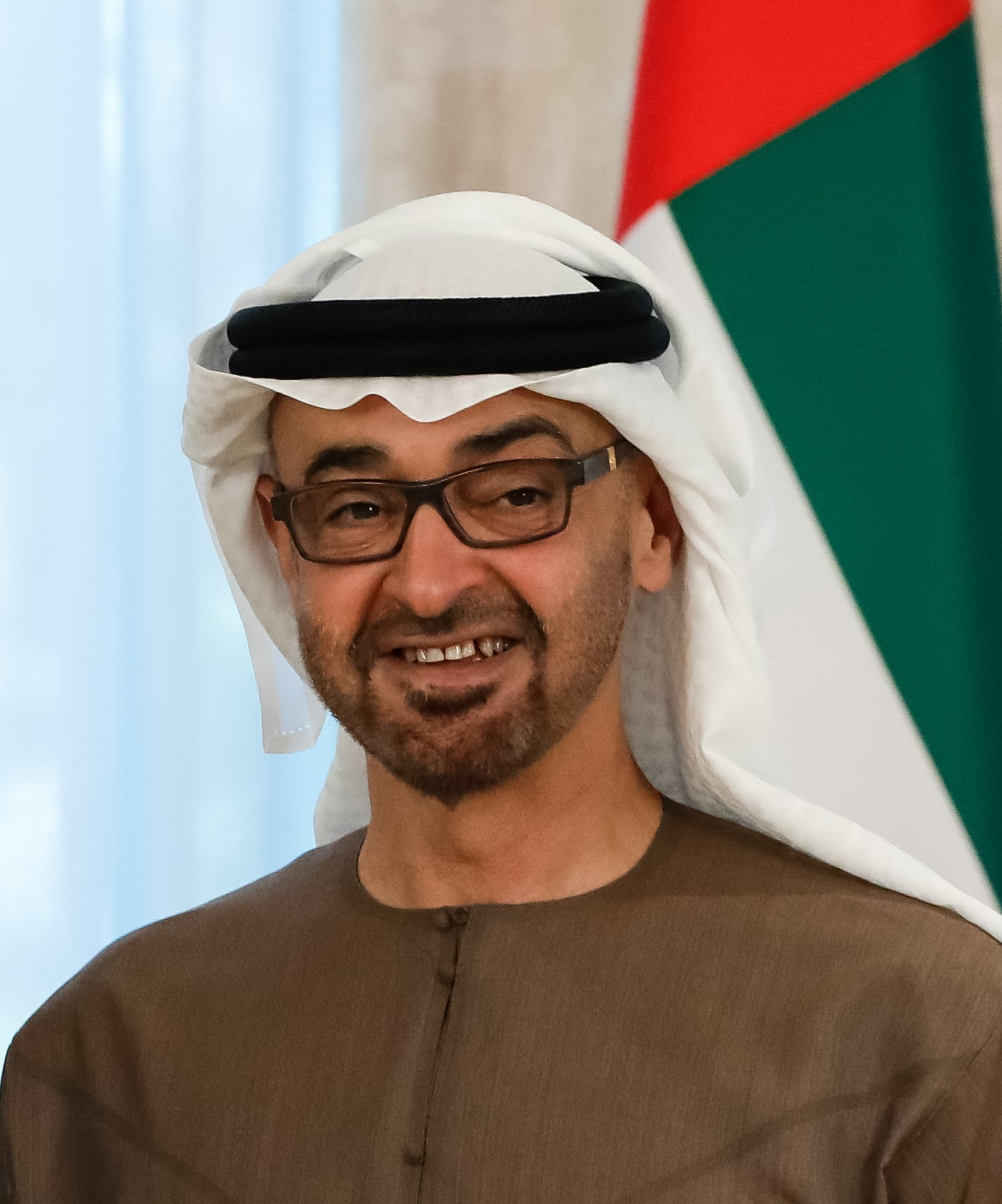
UAE 总统 穆罕默德·本·扎耶德·阿勒纳哈扬

缺席代表：柬埔寨首相兼2022年东盟轮值主席洪森在14日晚上抵达巴厘岛后，由于COVID-19检测确诊阳性，未出席当天晚上的领导人晚宴，并迅速决定回国。

### 国际组织代表

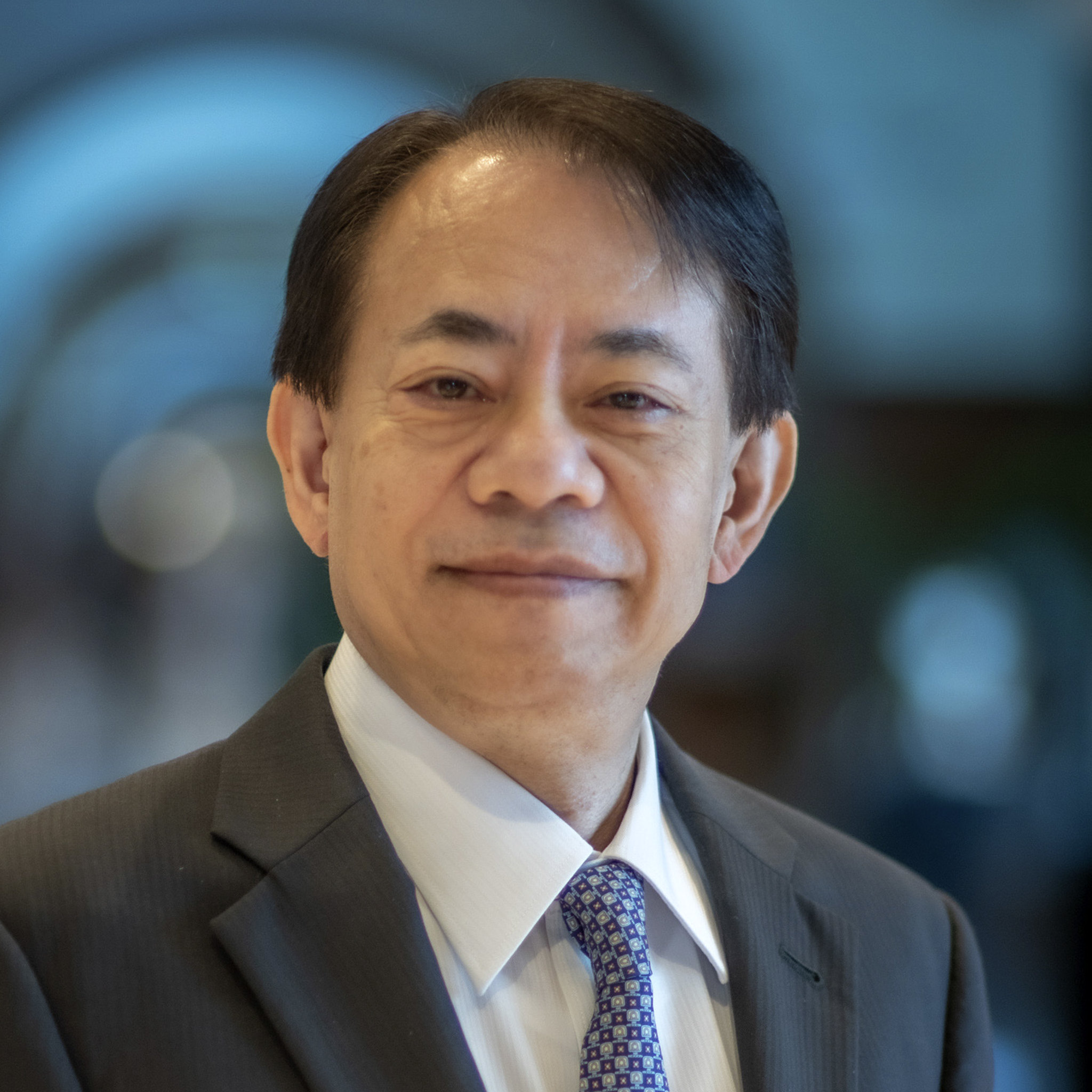
亞洲開發銀行 行长 淺川雅嗣
国际足联 主席 詹尼·因凡蒂诺[18]
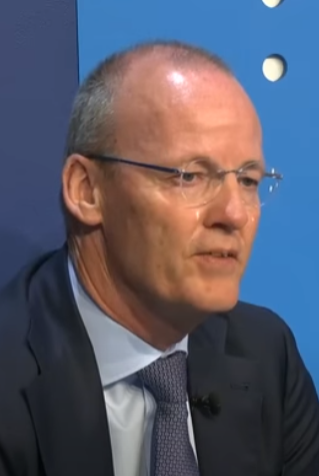
金融稳定委员会
主席 克拉斯·科诺特（荷兰语：Klaas Knot）[19]
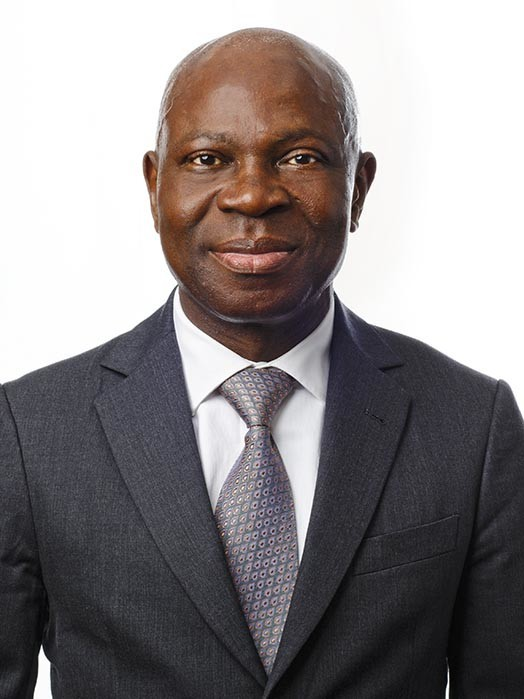
國際勞工組織
秘書長 吉爾伯特·洪博（英语：Gilbert Houngbo）[20]
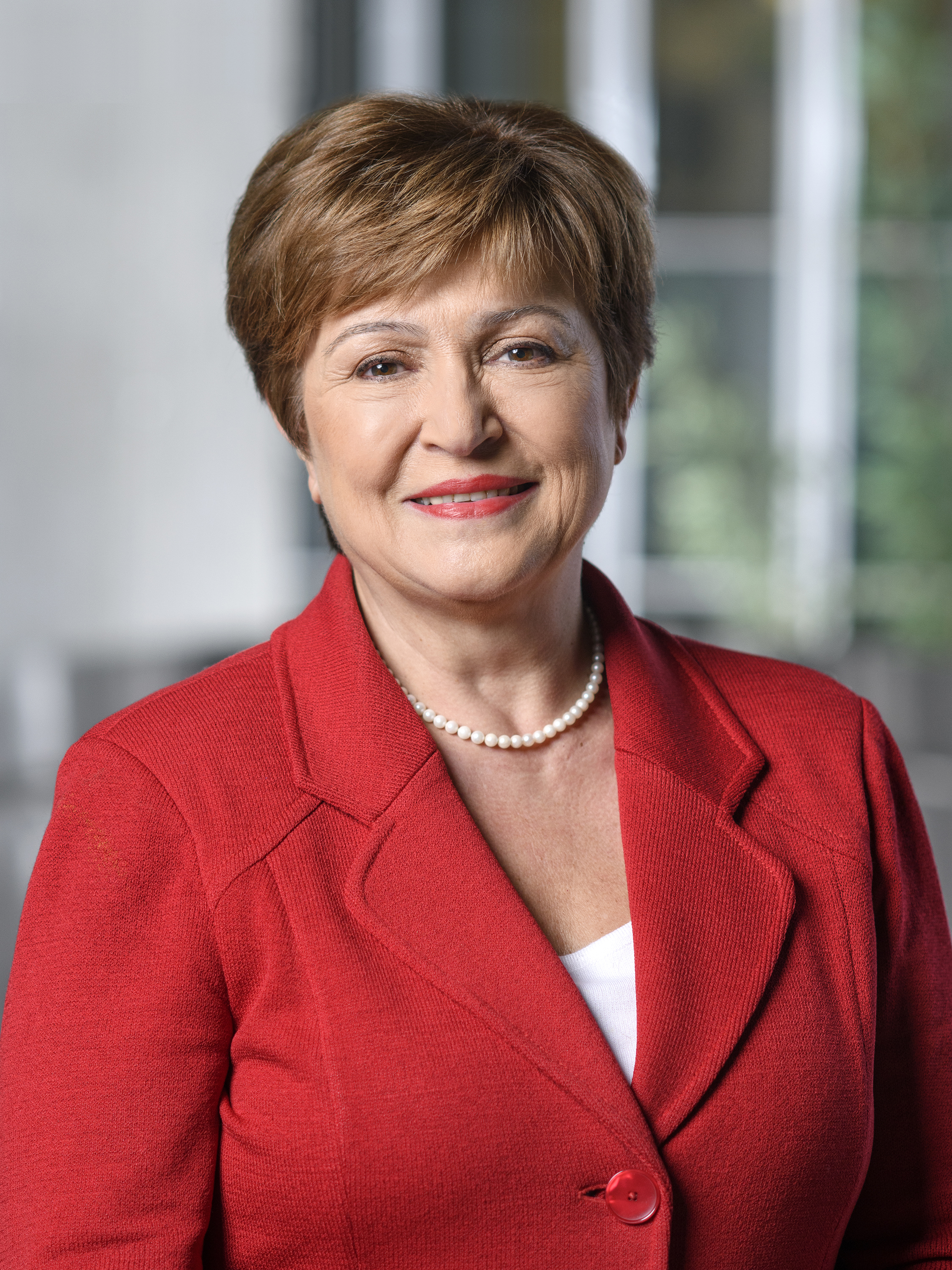
国际货币基金组织 总裁 克里斯塔利娜·格奥尔基耶娃
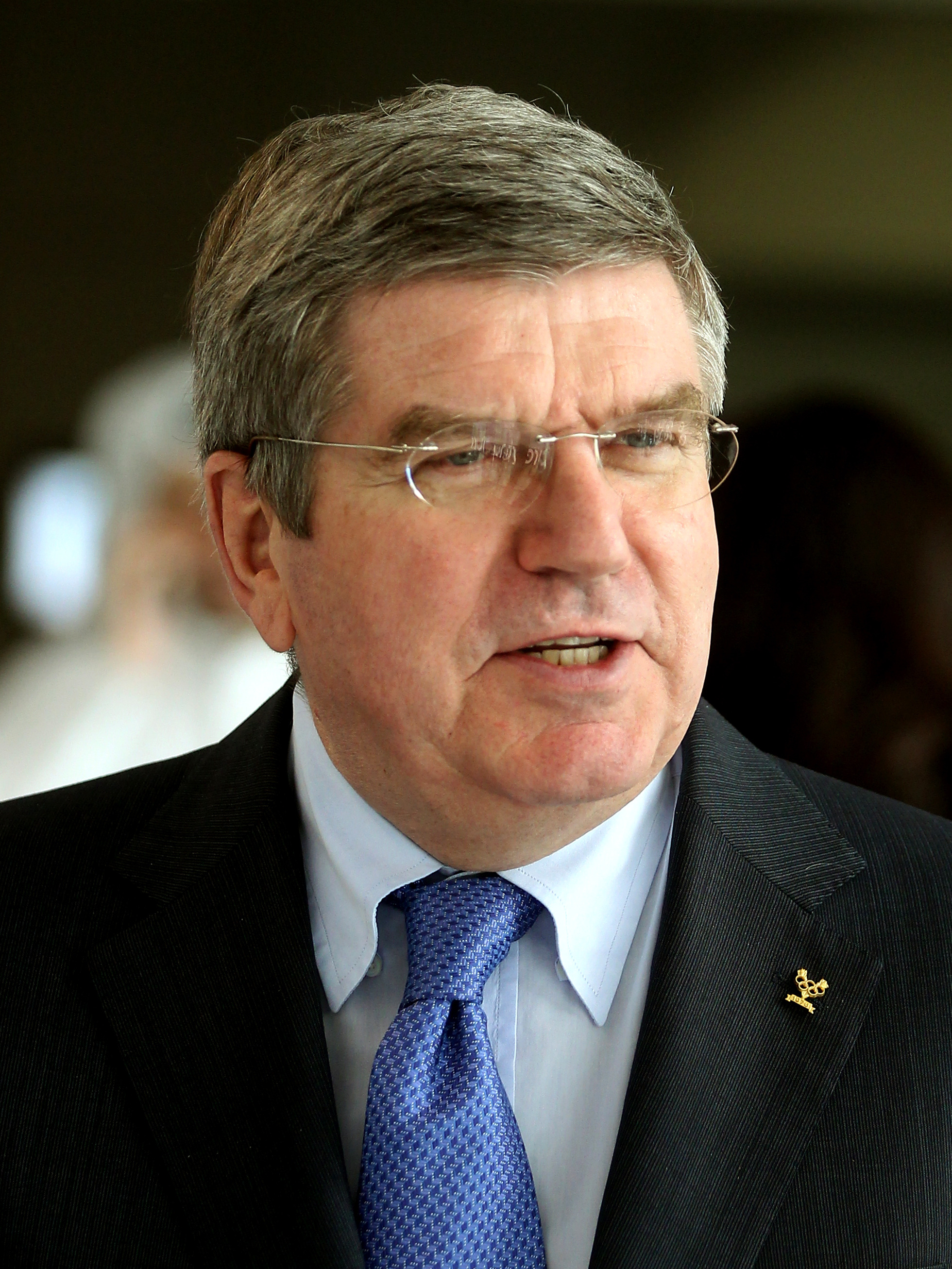
国际奥委会 主席 托马斯·巴赫
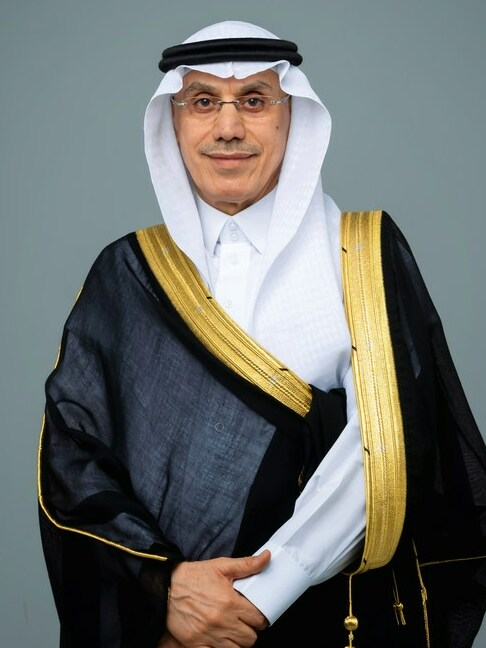
伊斯蘭開發銀行
行長 穆罕默德·阿爾-賈瑟（阿拉伯语：محمد بن سليمان الجاسر）[23]
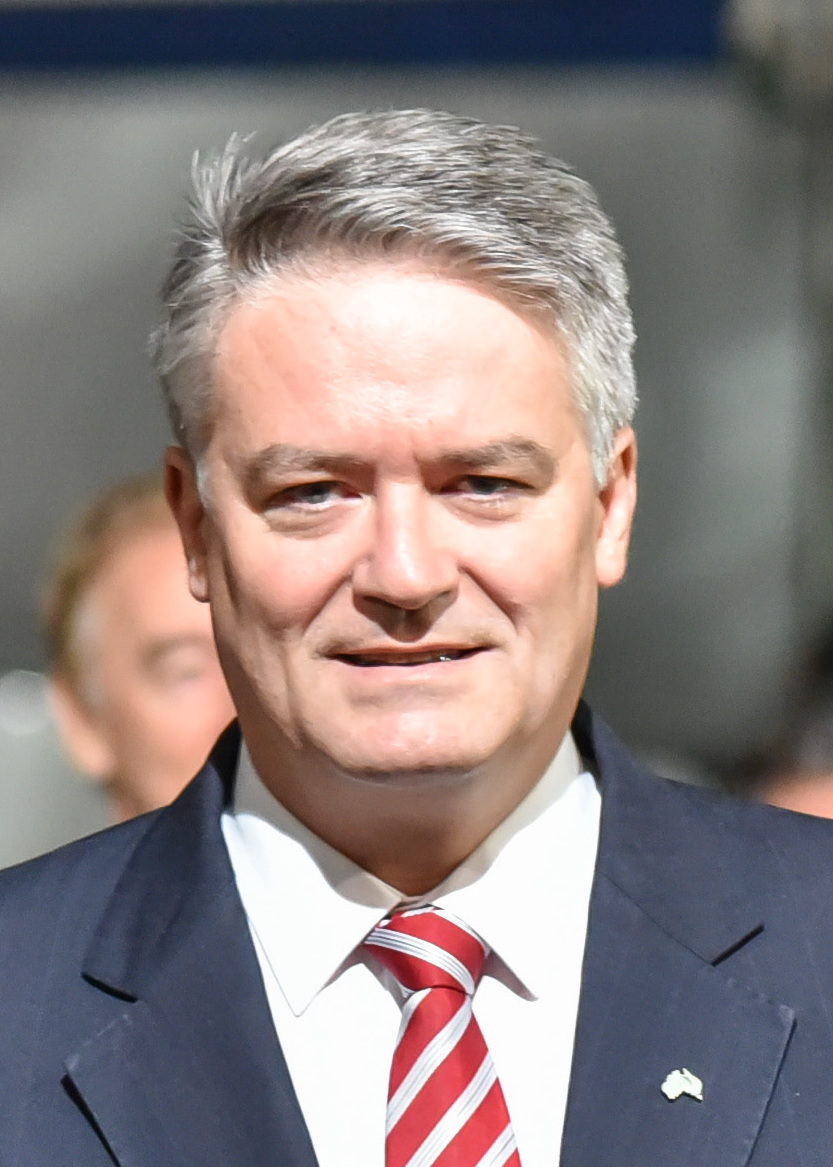
经合组织 秘书长 马提亚斯·科尔曼
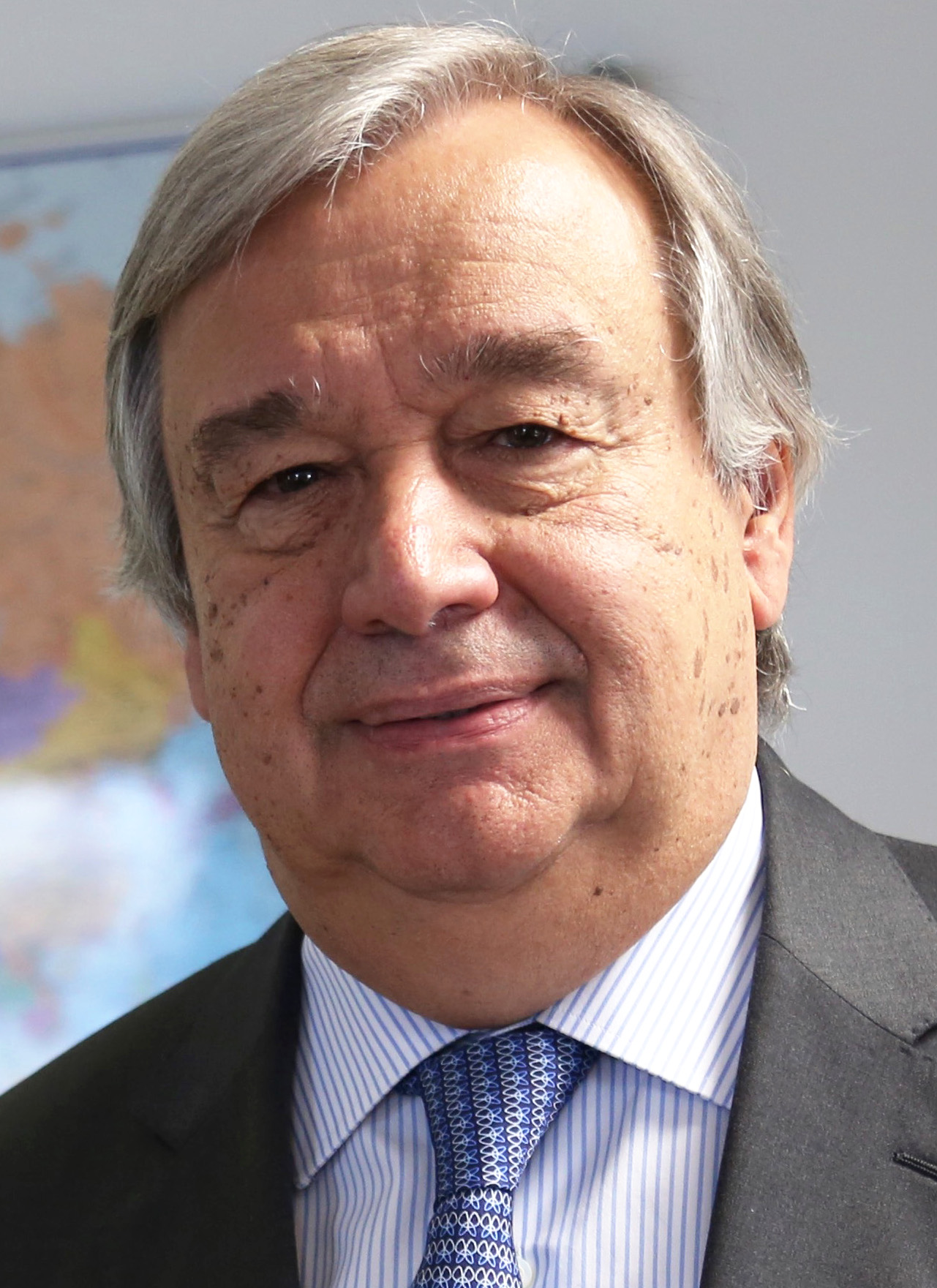
联合国 秘书长 安东尼奥·古特雷斯
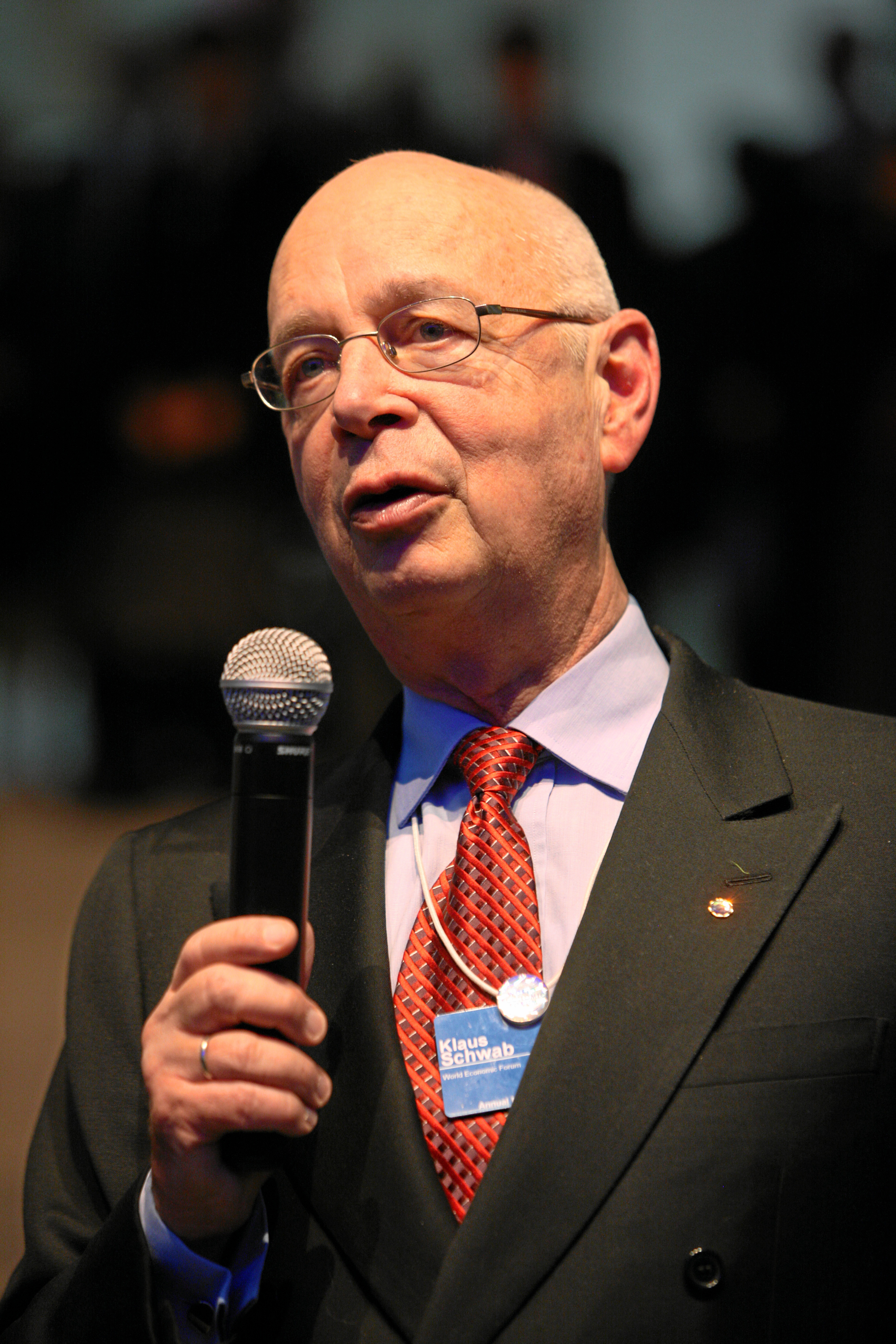
世界經濟論壇 創辦人和執行董事長 克劳斯·施瓦布
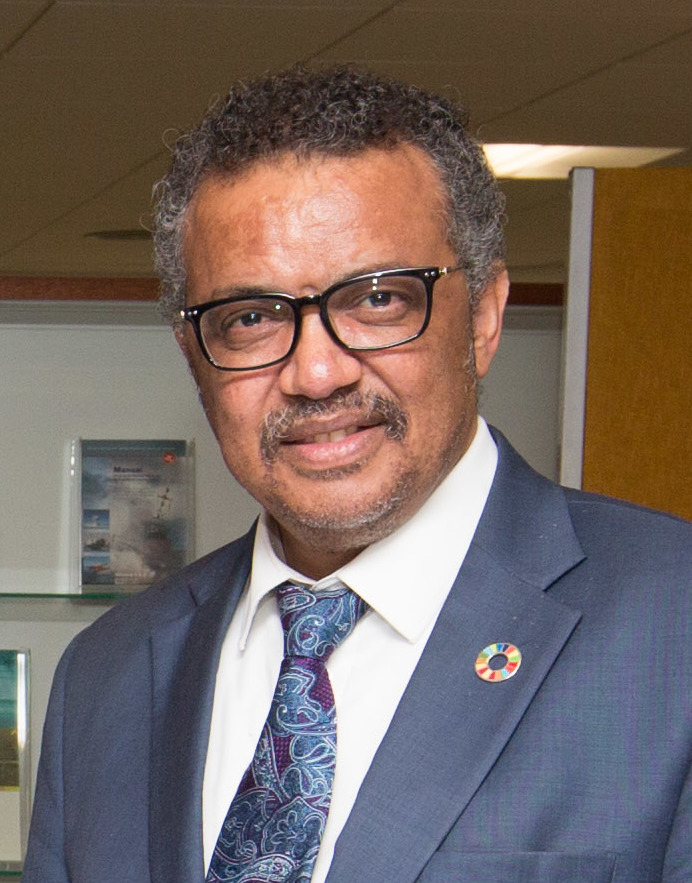
世界卫生组织 秘書長 谭德塞
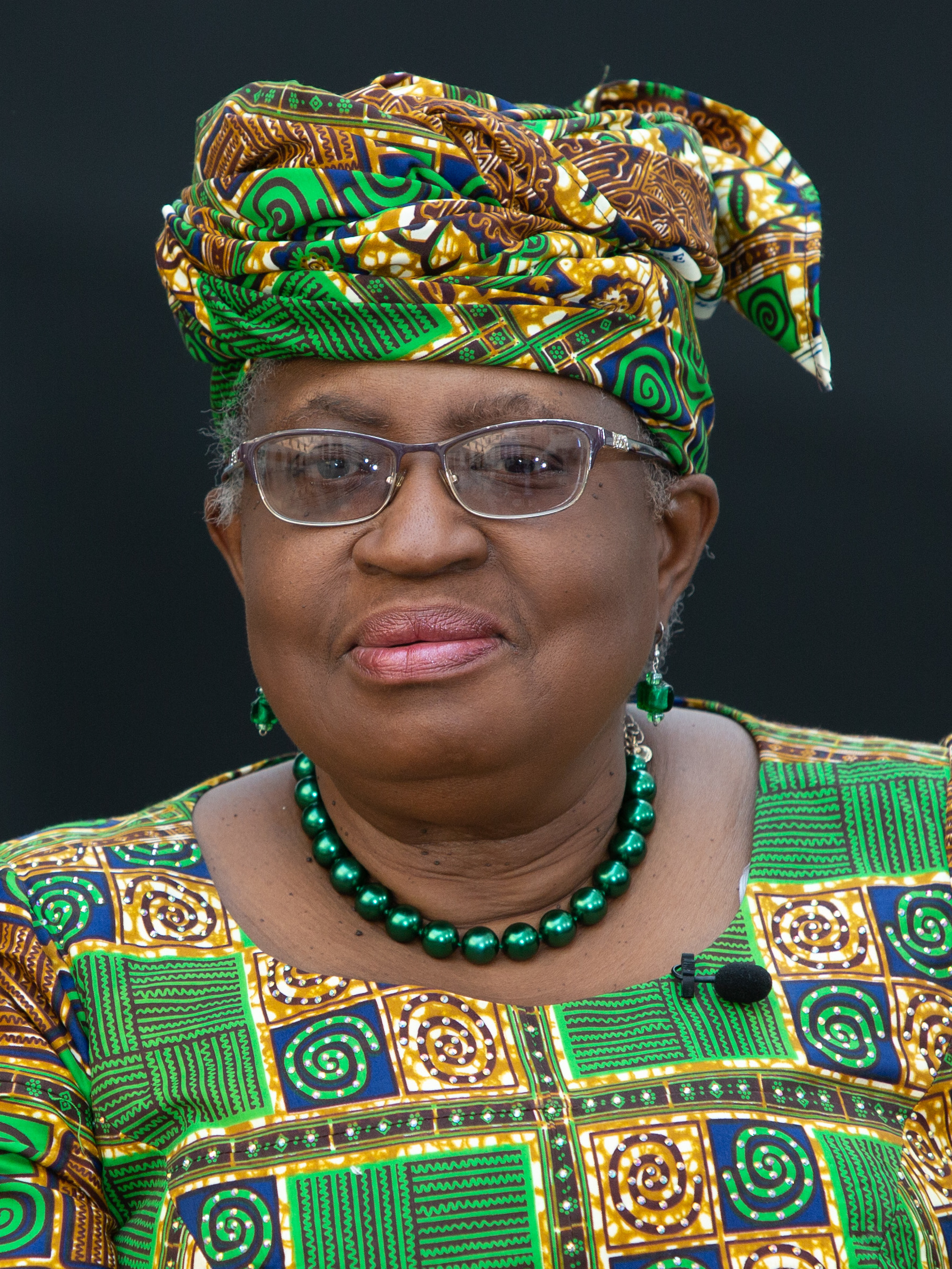
世界貿易組織 總幹事 恩戈齊·奧孔約-伊衞拉

## 外部連結
- 官方网站